# Liste der Biografien/Franz
Liste der Biografien |
Portal Biografien |
Personensuche
# |
A |
B |
C |
D |
E |
F |
G |
H |
I |
J |
K |
L |
M |
N |
O |
P |
Q |
R |
S |
T |
U |
V |
W |
X |
Y |
Z |
?
 
Fa |
Fe |
Ff |
Fh |
Fi |
Fj |
Fk |
Fl |
Fm |
Fn |
Fo |
Fr |
Ft |
Fu |
Fy
 
Fra |
Frc |
Fre |
Frg |
Fri |
Frk |
Frl |
Fro |
Frr |
Fru |
Fry
 
Fraa |
Frab |
Frac |
Frad |
Frae |
Fraf |
Frag |
Frah |
Frai |
Fraj |
Frak |
Fral |
Fram |
Fran |
Frao |
Frap |
Fraq |
Frar |
Fras |
Frat |
Frau |
Frav |
Fraw |
Fray |
Fraz
 
Frana |
Franc |
Frand |
Frane |
Frang |
Frani |
Franj |
Frank |
Frann |
Frano |
Franq |
Frans |
Frant |
Franu |
Franx |
Franz
Die Liste der Biografien führt alle Personen auf, die in der deutschsprachigen Wikipedia einen Artikel haben. Dieses ist eine Teilliste mit 416 Einträgen von Personen, deren Namen mit den Buchstaben „Franz“ beginnt.

## Franz
- Franz (1508–1549), Herzog von Gifhorn (1539–1549)
- Franz (1577–1620), Herzog von Pommern-Stettin, Bischof von Cammin
- Franz (1750–1806), Herzog von Sachsen-Coburg-Saalfeld
- Franz (1805–1861), Baron von Falkener
- Franz (1948–2003), belgischer Comiczeichner

#### Franz A
- Franz Adolf von Anhalt-Bernburg-Schaumburg-Hoym (1724–1784), preußischer General
- Franz Adolph Wilhelm (1651–1690), Domherr in Köln, Paderborn und Straßburg, Graf von Rietberg (1677–1680)
- Franz Albrecht von Sachsen-Lauenburg (1598–1642), kaiserlicher Generalfeldmarschall, kursächsischer Feldmarschall
- Franz Alexander (1674–1711), Fürst von Nassau-Hadamar
- Franz Anton (1657–1702), regierender Graf von Hohenzollern-Haigerloch

#### Franz B
- Franz Bernhard (1637–1695), hessischer Adliger

#### Franz D
- Franz de Hieronymo (1642–1716), italienischer Jesuit und Heiliger

#### Franz E
- Franz Erdmann (1629–1666), Herzog von Sachsen-Lauenburg
- Franz Ernst von Hessen-Darmstadt (1695–1716), deutscher Adliger

#### Franz F
- Franz Ferdinand von Österreich-Este (1863–1914), österreich-ungarischer Erzherzog und ThronfolgerFranz Ferdinand von Österreich-Este (1863–1914)

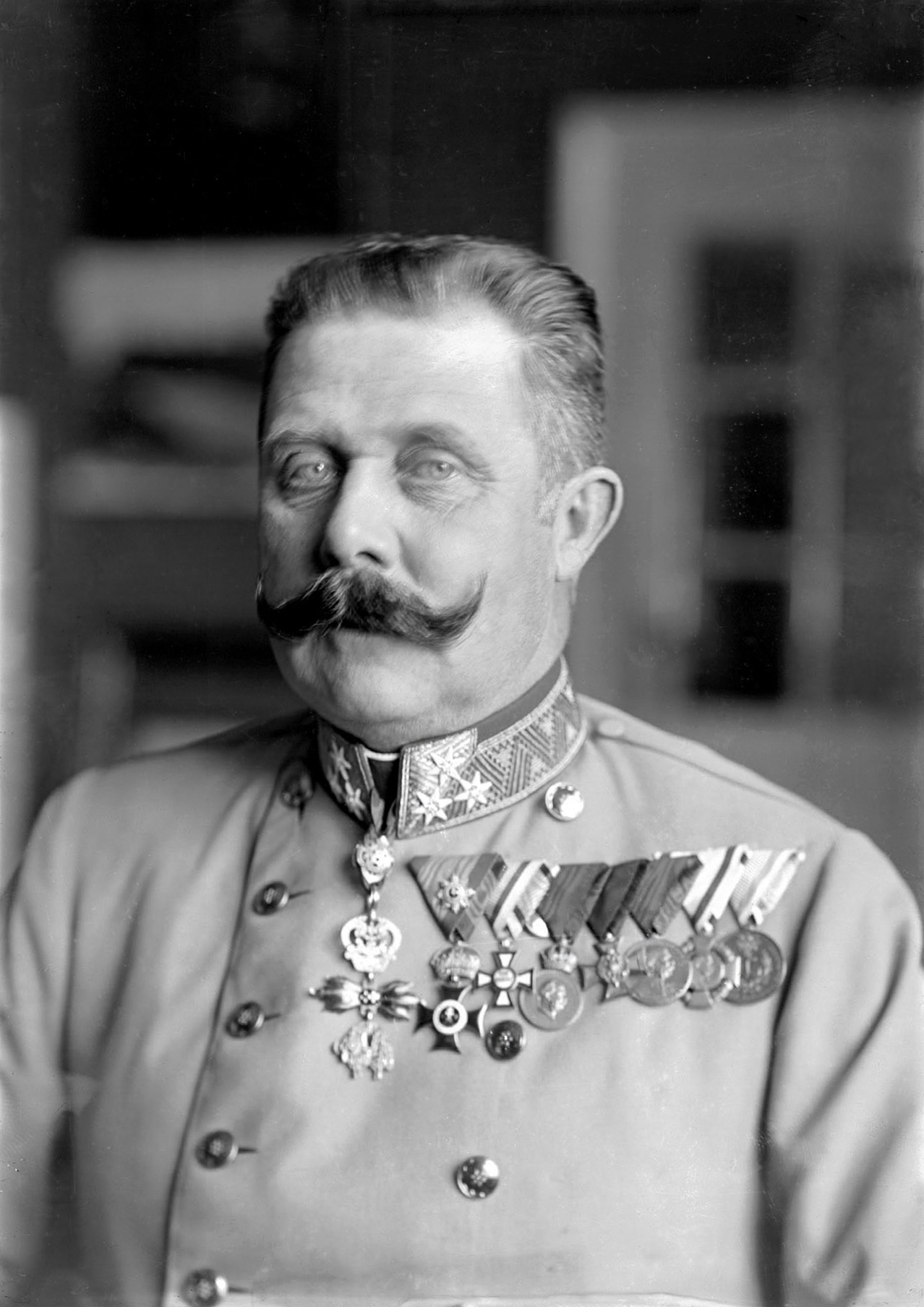
Franz Ferdinand von Österreich-Este (1863–1914)

- Franz Friedrich Sigismund von Preußen (1864–1866), preußischer Prinz

#### Franz G
- Franz Gíslason (1935–2006), isländischer Übersetzer
- Franz Gustav von Schweden (1827–1852), schwedischer Prinz, Herzog von Uppland und Komponist

#### Franz H
- Franz Heinrich von Sachsen-Lauenburg (1604–1658), Prinz von Sachsen-Lauenburg
- Franz Hyazinth (1632–1638), Herzog von Savoyen

#### Franz I
- Franz I. (1414–1450), Herzog von Bretagne
- Franz I. (1494–1547), König von Frankreich
- Franz I. (1510–1581), Herzog von Sachsen-Lauenburg
- Franz I. (1517–1545), Herzog von Lothringen
- Franz I. (1754–1823), Graf zu Erbach-Erbach, deutscher Kunstsammler
- Franz I. (1777–1830), König von Sizilien und Neapel
- Franz I. (1853–1938), Fürst von Liechtenstein
- Franz I. Stephan (1708–1765), Herzog von Lothringen und Bar, Großherzog der Toskana, Kaiser des Heiligen Römischen ReichesFranz I. Stephan (1708–1765)

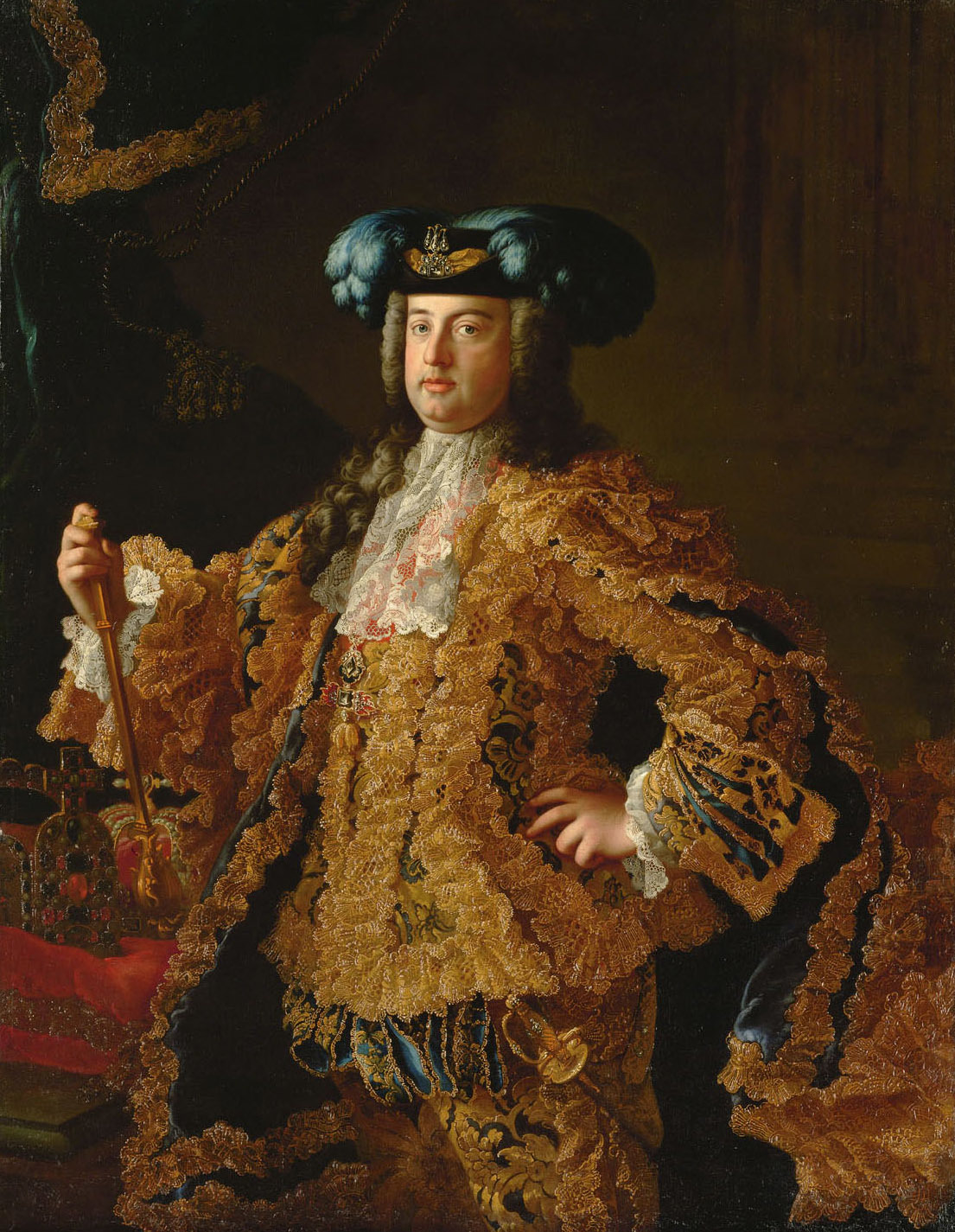
Franz I. Stephan (1708–1765)

- Franz II. (1435–1488), Herzog der Bretagne, Graf von Étampes
- Franz II. (1544–1560), König von Frankreich
- Franz II. (1547–1619), Herzog von Sachsen-Lauenburg (1581–1619)
- Franz II. (1572–1632), Herzog von Lothringen und Bar sowie Graf von Vaudémont
- Franz II. (1768–1835), Letzter Kaiser des Heiligen Römischen Reiches und erster Kaiser von Österreich
- Franz II. (1836–1894), König von Sizilien und Neapel
- Franz II. Joseph von Lothringen (1689–1715), Sohn von Herzog Karl V. von Lothringen und Fürstabt der Reichsklöster Stablo und Malmedy
- Franz III. (1518–1536), französischer Thronfolger und Herzog von Bretagne
- Franz III. (1553–1597), Graf von Waldeck zu Landau
- Franz IV. (1779–1846), Erzherzog von Österreich, Herzog von Modena und Reggio

#### Franz J
- Franz Josef I. (1726–1781), Fürst von Liechtenstein
- Franz Josef II. (1906–1989), liechtensteinischer Adeliger, Fürst und Graf von Liechtenstein
- Franz Joseph I. (1830–1916), Kaiser von Österreich und König von UngarnFranz Joseph I. (1830–1916)

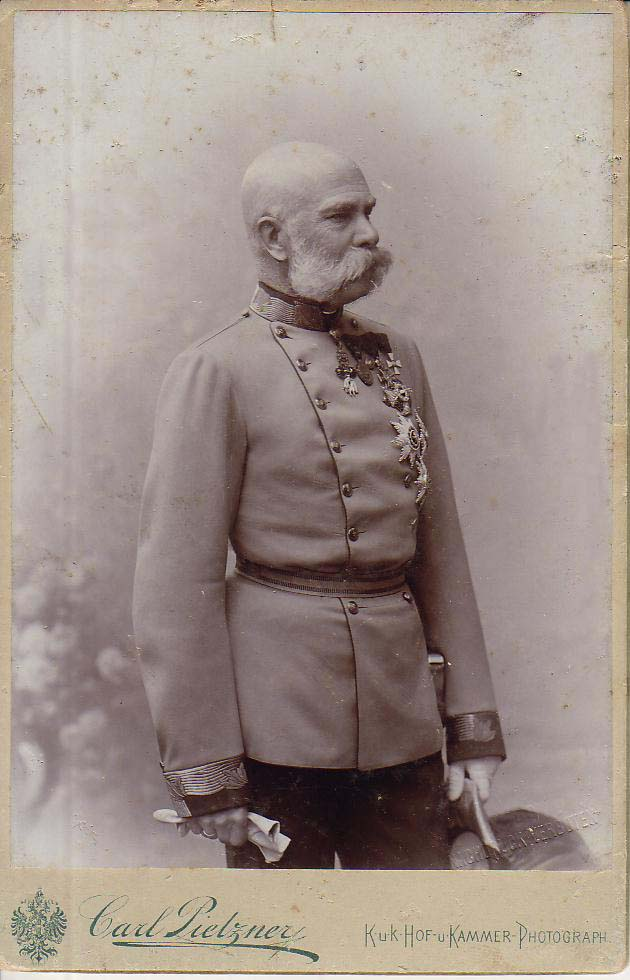
Franz Joseph I. (1830–1916)

- Franz Joseph von Battenberg (1861–1924), Mitglied des Hauses Battenberg, einer Nebenlinie des hessischen Herrscherhauses
- Franz Joseph von Braganza (1879–1919), Offizier aus dem Haus Braganza
- Franz Josias (1697–1764), Herzog von Sachsen-Coburg-Saalfeld (1729–1764)
- Franz Julius von Sachsen-Lauenburg (1584–1634), Prinz von Sachsen-Lauenburg

#### Franz K
- Franz Karl (1724–1788), niederländischer Generalmajor und regierender Graf in Erbach-Schönberg
- Franz Karl von Österreich (1802–1878), Kaiserlicher Prinz und Erzherzog von Österreich, Königlicher Prinz von Ungarn, Böhmen
- Franz Karl von Österreich-Toskana (1893–1918), österreichischer Erzherzog
- Franz Karl von Sachsen-Lauenburg (1594–1660), Prinz von Sachsen-Lauenburg

#### Franz L
- Franz Ludwig von Pfalz-Neuburg (1664–1732), Fürstbischof von Breslau; Bischof von Worms; Erzbischof von Mainz; Erzbischof von Trier; Hochmeister des Deutschen Ordens

#### Franz O
- Franz Otto (1530–1559), Fürst von Lüneburg (1555–1559)

#### Franz P
- Franz Phoebus (1466–1483), König von Navarra

#### Franz S
- Franz Salvator von Österreich-Toskana (1866–1939), österreichischer Erzherzog und Offizier

#### Franz V
- Franz V. (1819–1875), Herzog von Modena
- Franz von Assisi († 1226), Gründer des katholischen Ordens der Franziskaner, katholischer Heiliger, Schutzheiliger ItaliensFranz von Assisi († 1226)

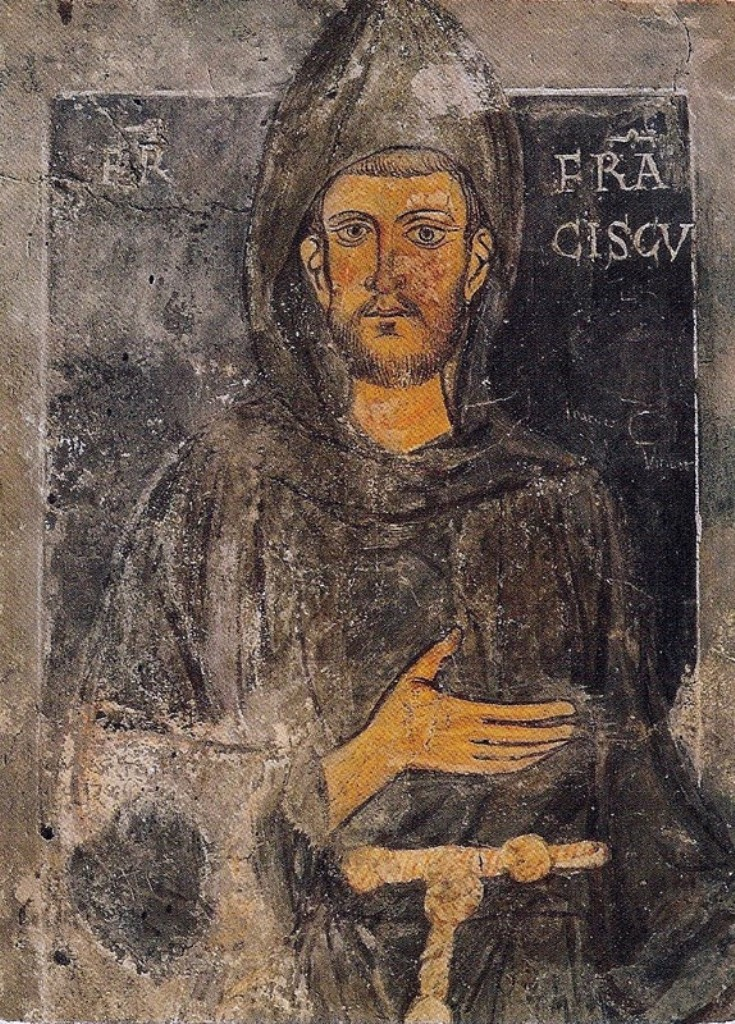
Franz von Assisi († 1226)

- Franz von Braunschweig-Wolfenbüttel (1492–1529), Bischof von Minden
- Franz von Lautern, deutscher Franziskaner
- Franz von Marchia, italienischer Philosoph, Theologe und Mitglied des Franziskanerordens
- Franz von Paola (1416–1507), Ordensgründer und Heiliger der römisch-katholischen Kirche
- Franz von Prag, tschechischer Priester und Chronist
- Franz von Retz († 1427), Reformer des Dominikanerordens und Theologe
- Franz von Sales (1567–1622), französischer Bischof von Genf/Annecy, Ordensgründer, Kirchenlehrer, HeiligerFranz von Sales (1567–1622)

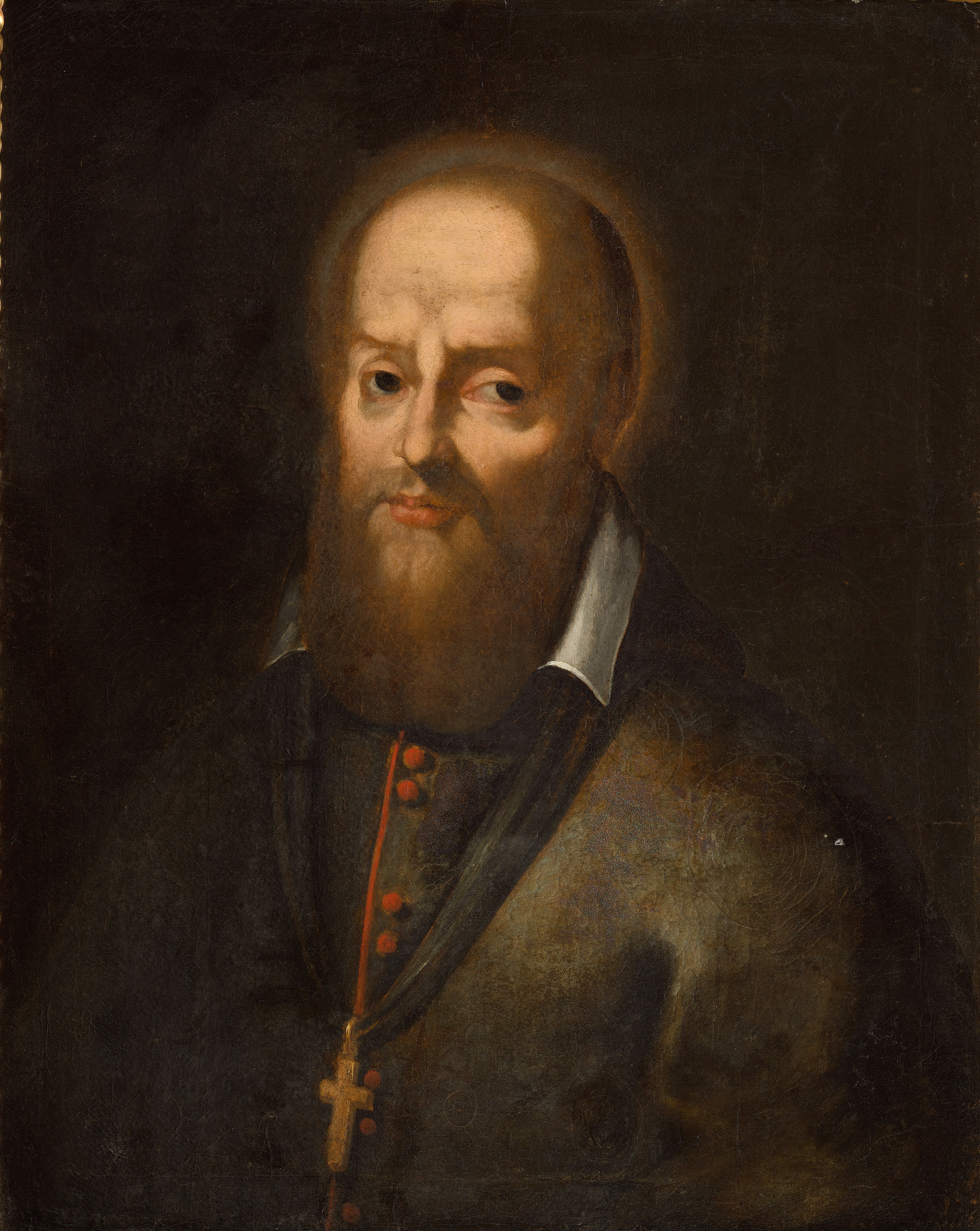
Franz von Sales (1567–1622)

- Franz von Savoyen (1454–1490), Erzbischof von Auch und Bischof von Genf
- Franz von Teck (1837–1900), Mitglied der britischen Königsfamilie, Graf von Hohenstein, Herzog von Teck
- Franz von Waldeck († 1553), Bischof von Osnabrück und Münster und Administrator von Minden und Kölner Domherr

#### Franz W
- Franz Wolfgang († 1517), regierender Graf von Haigerloch (1512–1517)

#### Franz X
- Franz Xaver von Hohenzollern-Hechingen (1720–1765), österreichischer Feldmarschallleutnant
- Franz Xaver von Montfort (1722–1780), deutscher Adliger, letzter regierender Vertreter des Hauses Montfort
- Franz Xaver von Sachsen (1730–1806), Prinz von Sachsen und Polen

#### Franz Z
- Franz zu Bentheim-Tecklenburg (1800–1885), deutscher Standesherr, dritter Fürst und Oberhaupt des Hauses Bentheim-Tecklenburg

### Franz,
- Franz, Adolph (1842–1916), deutscher Theologe, Redakteur und Politiker (Zentrum), MdR
- Franz, Aenne (1923–2023), deutsche Mundartschriftstellerin
- Franz, Agnes (1794–1843), deutsche Schriftstellerin
- Franz, Aisha (* 1984), deutsche Comiczeichnerin und Illustratorin
- Franz, Albert (1947–2021), deutscher römisch-katholischer Theologe
- Franz, Alexander, deutscher Independentfilm-Regisseur
- Franz, Alice (1912–2011), deutsche Schauspielerin und Synchronsprecherin
- Franz, Andreas (1897–1970), deutscher Fußballspieler
- Franz, Andreas (1954–2011), deutscher Schriftsteller
- Franz, Anna (* 1953), österreichische Lehrerin und Politikerin (ÖVP), Abgeordnete zum Nationalrat
- Franz, Anselm (1900–1994), österreichischer Luftfahrtpionier, Leiter der Vorentwicklung für Strömungsmaschinen der Junkers & Co. Motorenwerke (1939–1942)
- Franz, Ansgar (* 1959), deutscher römisch-katholischer Theologe
- Franz, Anton (1887–1962), deutscher Kommunalpolitiker (Bayern)
- Franz, Arno (1880–1930), deutscher Verlagsleiter und Schriftsteller
- Franz, Arthur (1881–1963), deutscher Romanist
- Franz, Arthur (1920–2006), US-amerikanischer Schauspieler
- Franz, Benjamin (* 1971), deutscher Apnoetaucher
- Franz, Carl (1870–1946), deutscher Generaloberstabsarzt und Heeres-Sanitätsinspekteur
- Franz, Christian (* 1968), deutscher Opernsänger (Heldentenor)
- Franz, Christian (* 1979), deutscher Eishockeyspieler
- Franz, Christoph (* 1960), deutsch-schweizerischer ManagerChristoph Franz (* 1960)

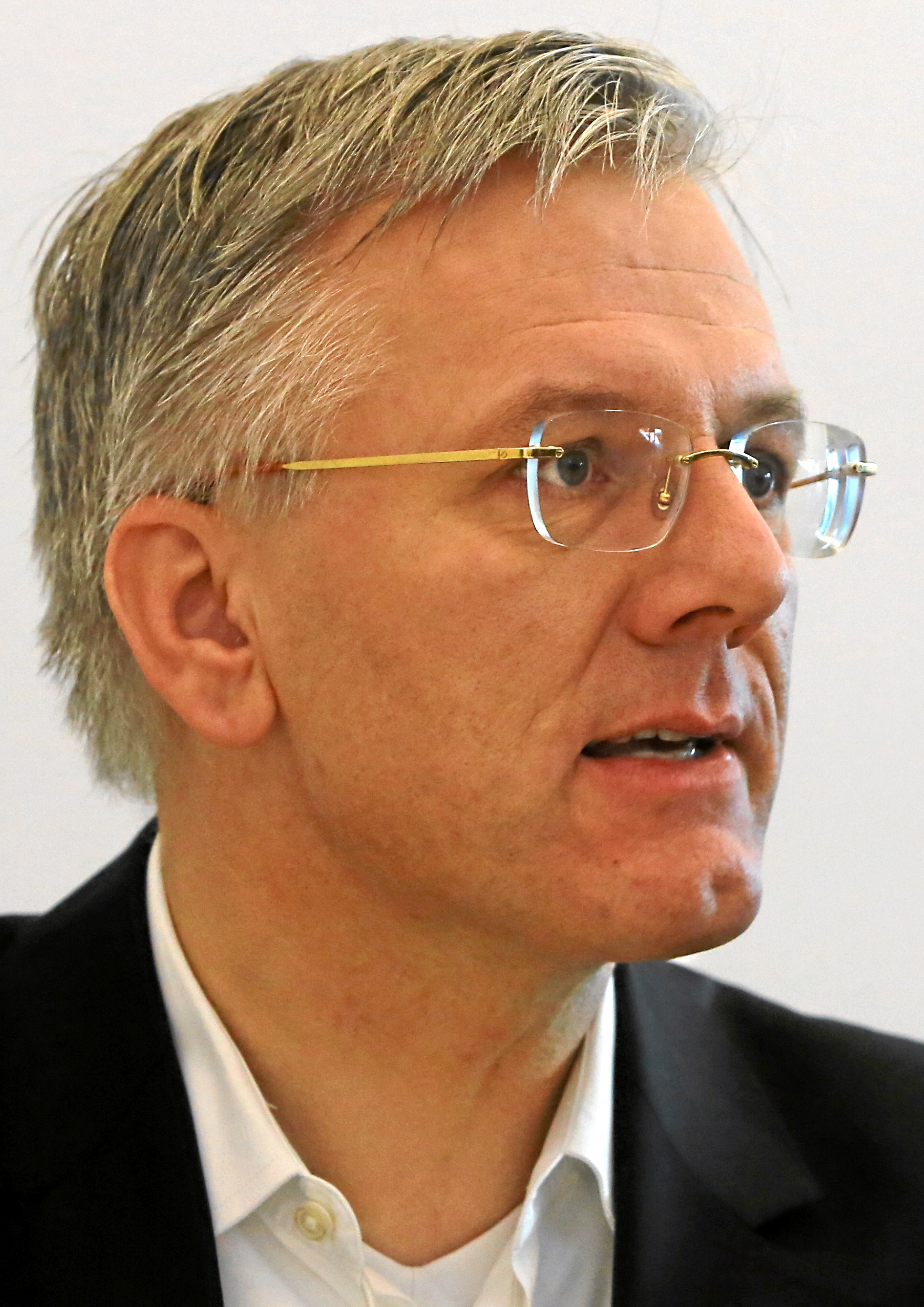
Christoph Franz (* 1960)

- Franz, Claudius (* 1982), deutscher Schauspieler
- Franz, Cornelia (* 1956), deutsche Autorin
- Franz, David (* 1992), österreichischer Eishockeyspieler
- Franz, Dennis (* 1944), US-amerikanischer Schauspieler in Theater, Film und FernsehenDennis Franz (* 1944)

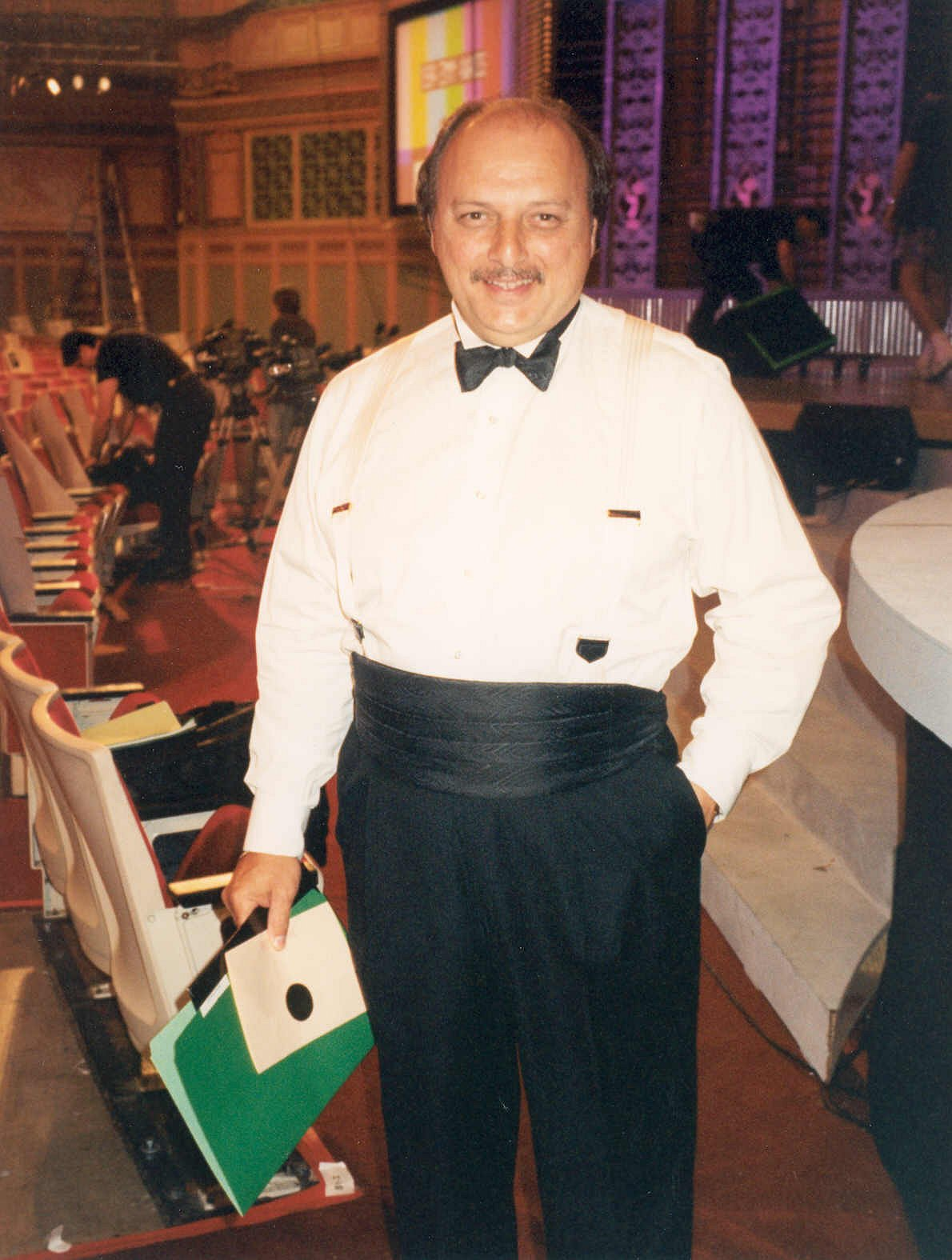
Dennis Franz (* 1944)

- Franz, Dieter (* 1952), deutscher Politiker (SPD), MdL
- Franz, Eberhard (1935–2025), deutscher Fußballspieler
- Franz, Eckhart G. (1931–2015), deutscher Archivar und Historiker
- Franz, Eduard (1902–1983), US-amerikanischer Schauspieler
- Franz, Elizabeth (* 1941), US-amerikanische Schauspielerin
- Franz, Ellen (1839–1923), deutsche Pianistin, Schauspielerin und Ausbilderin von Theater-Eleven
- Franz, Erhard (1938–2021), deutscher Ethnologe und Orientalist
- Franz, Erich (1903–1961), deutscher Schauspieler und Politiker (SPD, USPD, KPD), MdV
- Franz, Erich (* 1919), deutscher Politiker (NDPD)
- Franz, Ernst (1894–1915), österreichischer Radrennfahrer
- Franz, Eugen (1881–1937), deutscher Politiker (Deutsche Katholische Volkspartei)
- Franz, Felicitas (* 1986), deutsche Schauspielerin
- Franz, Felix (* 1993), deutscher Leichtathlet
- Franz, Frank (* 1978), deutscher rechtsextremer Politiker (NPD)Frank Franz (* 1978)

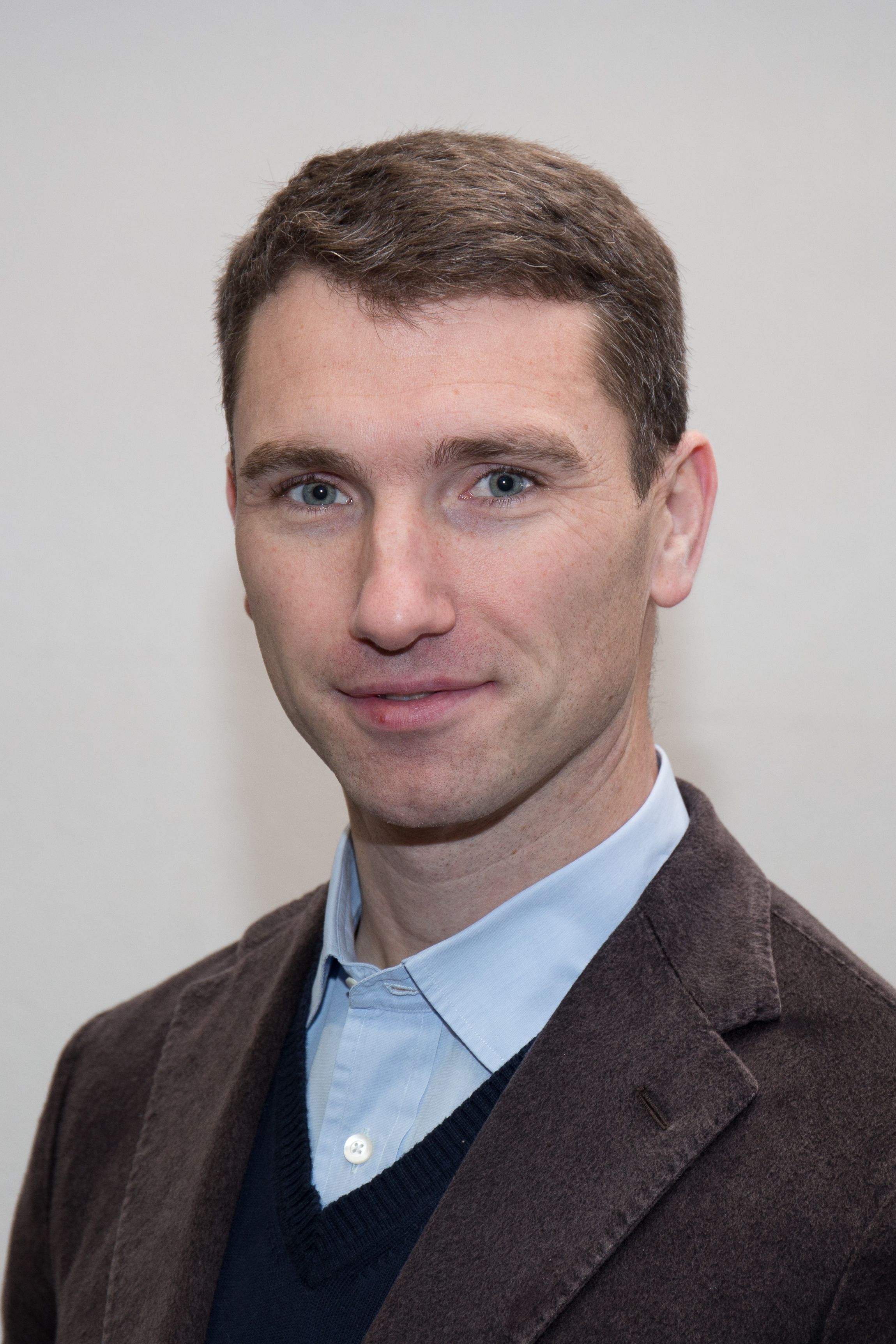
Frank Franz (* 1978)

- Franz, Franziska (* 1961), deutsche Kinderbuch- und Krimiautorin
- Franz, Frederick William (1893–1992), US-amerikanischer Präsident der Watchtower Bible and Tract Society
- Franz, Friedrich (1889–1969), deutscher Eisenhüttenfachmann
- Franz, Friedrich (1898–1970), deutscher evangelischer Pfarrer
- Franz, Friedrich (1910–1978), deutscher Politiker (FDP), MdBB
- Franz, Friedrich von (1886–1945), österreichischer Politiker
- Franz, Fritz, deutscher Sportler
- Franz, Georg (1899–1953), österreichischer Politiker (ÖVP), Abgeordneter zum Nationalrat
- Franz, Georg (* 1965), deutscher Eishockeyspieler und heute -trainer
- Franz, Gerhard (1902–1975), deutscher Offizier, zuletzt Generalmajor im Zweiten Weltkrieg
- Franz, Gerhard (* 1937), deutscher Pharmazeut und Hochschullehrer
- Franz, Gottfried (1803–1873), österreichischer evangelischer Pfarrer und Politiker, Landtagsabgeordneter
- Franz, Gotthard (1904–1991), deutscher Bauingenieur sowie Hochschullehrer
- Franz, Günther (1902–1992), deutscher Agrarhistoriker
- Franz, Gunther (* 1942), deutscher Theologe, Historiker und Bibliothekar
- Franz, Gustav Moritz (1816–1899), deutscher evangelischer Theologe
- Fränz, Hans (1899–1976), deutscher Kernphysiker
- Franz, Hans (* 1951), deutscher Fußballspieler und -trainer
- Franz, Heiner (* 1946), deutscher Jazzgitarrist und Musikproduzent
- Franz, Heinrich Gerhard (1916–2006), deutsch-österreichischer Kunsthistoriker
- Franz, Helga (* 1961), deutsche Künstlerin (Installation, Malerei, Konzept) und Fotografin
- Franz, Herbert (1912–2001), österreichischer Jurist
- Franz, Herbert (* 1936), deutscher Politiker (SPD), MdL Bayern
- Franz, Hermann (1841–1908), deutscher Landwirtschafts-Wanderlehrer und Vereinssekretär in Thüringen
- Franz, Hermann (1885–1957), deutscher Lehrer
- Franz, Hermann (1891–1969), deutscher Polizist, SS-Führer und Generalmajor der Polizei
- Franz, Hermann (1928–2016), deutscher Manager
- Franz, Hildegard (1921–2013), Überlebende des Konzentrationslagers Auschwitz-Birkenau
- Franz, Horst (1933–2018), deutscher Hauptabteilungsleiter der Abteilung XXII des Ministeriums für Staatssicherheit
- Franz, Horst (* 1940), deutscher Fußballtrainer
- Franz, Ignaz (1719–1790), deutscher katholischer Priester, Theologe und KirchenlieddichterIgnaz Franz (1719–1790)

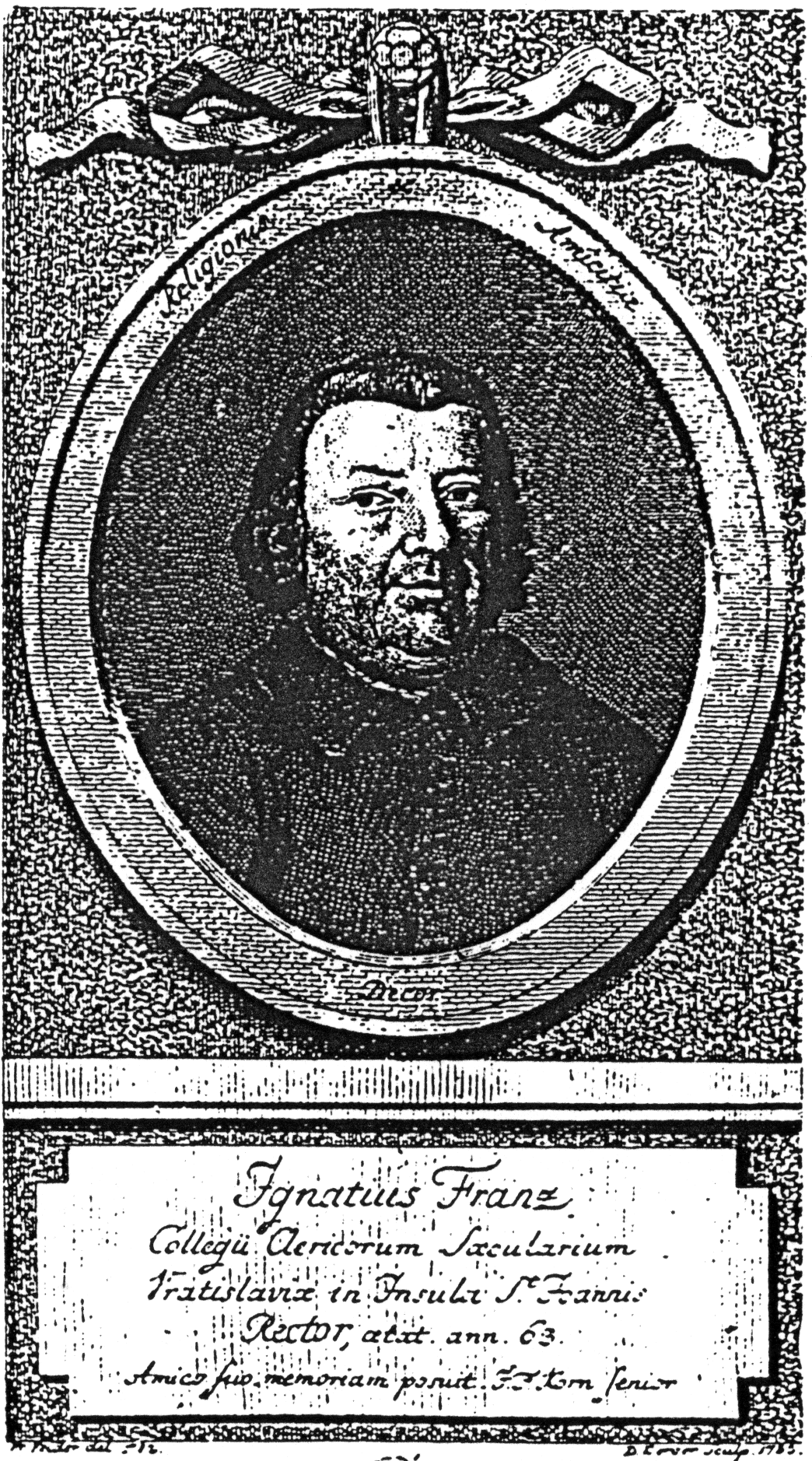
Ignaz Franz (1719–1790)

- Franz, Janz (1946–2017), österreichischer Künstler
- Franz, Jessica (* 1978), deutsche Schauspielerin, Autorin und Produzentin
- Franz, Joachim (* 1960), deutscher Abenteurer und Extremsportler
- Franz, Johann Christian (1762–1812), deutscher Opernsänger (Bass) und Schauspieler
- Franz, Johann Georg Friedrich (1737–1789), deutscher Mediziner und Schriftsteller
- Franz, Johann Heinrich (1813–1862), deutscher Jurist und Politiker, MdL
- Franz, Johann Michael (1700–1761), deutscher Geograph
- Franz, Johann Michael (1715–1793), deutscher Maler des Barock
- Franz, Johannes (1804–1851), deutscher Philologe
- Franz, John Baptist (1896–1992), US-amerikanischer Geistlicher, römisch-katholischer Bischof von Peoria
- Franz, John E (* 1929), US-amerikanischer Chemiker
- Franz, Joseph (1704–1776), österreichischer Jesuit und Naturforscher
- Franz, Julius (1824–1887), deutscher Bildhauer
- Franz, Julius (1831–1915), deutscher Architekt, tätig in Ägypten
- Franz, Julius (1847–1913), deutscher Astronom
- Franz, Julius (1881–1938), deutscher Gewerkschafter und Politiker (SPD), MdL
- Franz, Karl (1738–1802), deutscher Musiker
- Franz, Karl (1870–1926), Gynäkologe
- Franz, Karl (1881–1967), deutscher Politiker (SPD), MdR
- Franz, Karl (1892–1914), deutscher Fußballspieler
- Franz, Klaus (1923–1999), deutscher Architekt
- Franz, Klaus (* 1952), deutscher Gewerkschaftsfunktionär, Betriebsratsvorsitzender und stellvertretender Aufsichtsratsvorsitzender der Adam Opel GmbH
- Franz, Klaus (* 1953), deutscher Verbandsfunktionär, Politiker (CDU)
- Franz, Klemens (* 1979), österreichischer Illustrator
- Franz, Konrad (* 1954), deutscher Bildhauer
- Fränz, Kurt (1912–2002), deutscher Elektrotechniker
- Franz, Kurt (1914–1998), letzter Kommandant des Vernichtungslagers TreblinkaKurt Franz (1914–1998)

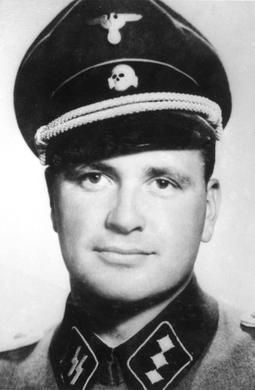
Kurt Franz (1914–1998)

- Franz, Kurt (* 1941), deutscher Literaturwissenschaftler
- Franz, Kurt (* 1949), österreichischer Autor
- Franz, Leonhard (1895–1974), österreichischer Prähistoriker
- Franz, Loni (1905–1987), deutsche Jugendpflegerin und Heimleiterin am Kalmenhof in Idstein
- Franz, Ludwig (1922–1990), deutscher Politiker (CSU), MdB
- Franz, Maik (* 1981), deutscher Fußballspieler
- Franz, Manolito Mario (* 1978), deutscher Opernsänger (Tenor)
- Franz, Marcel (* 1996), deutscher Radrennfahrer
- Franz, Marcus (* 1963), österreichischer Mediziner und Politiker (Team Stronach), Abgeordneter zum Nationalrat
- Franz, Marcus (* 1972), österreichischer Politiker (SPÖ)
- Franz, Maria (* 1981), norwegische Musikerin und ProduzentinMaria Franz (* 1981)

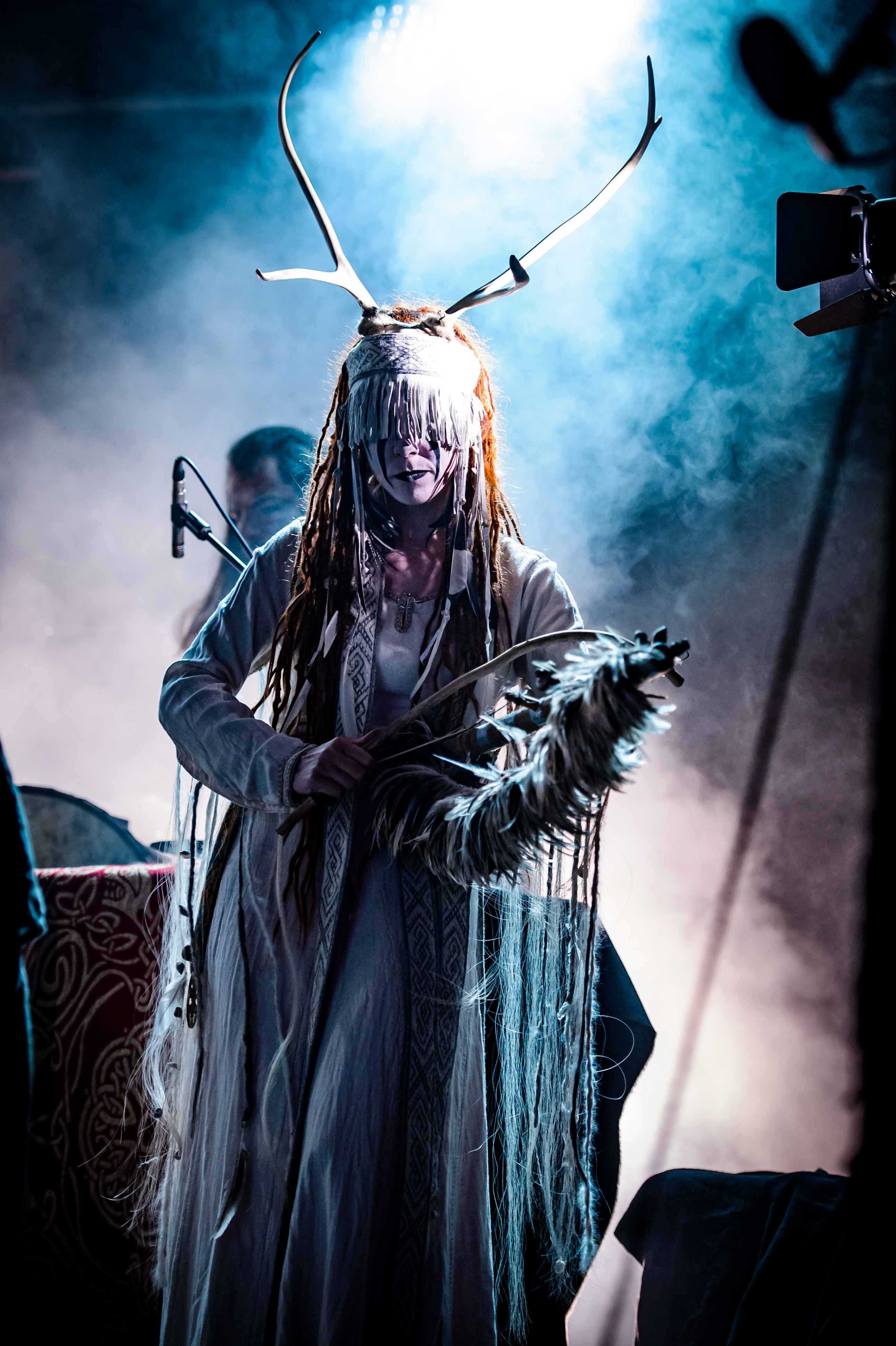
Maria Franz (* 1981)

- Franz, Marie (1836–1857), deutsche Theaterschauspielerin
- Franz, Marie-Louise von (1915–1998), Schweizer Altphilologin und Psychotherapeutin
- Franz, Marie-Luise (* 1939), deutsche Richterin am Bundespatentgericht
- Franz, Markus (* 1962), deutscher Journalist, Trainer und Redenschreiber
- Franz, Martin (1928–2016), deutscher Maler und Kunstpädagoge
- Franz, Matthias (* 1955), deutscher Mediziner und Hochschullehrer
- Franz, Max (* 1989), österreichischer SkirennläuferMax Franz (* 1989)

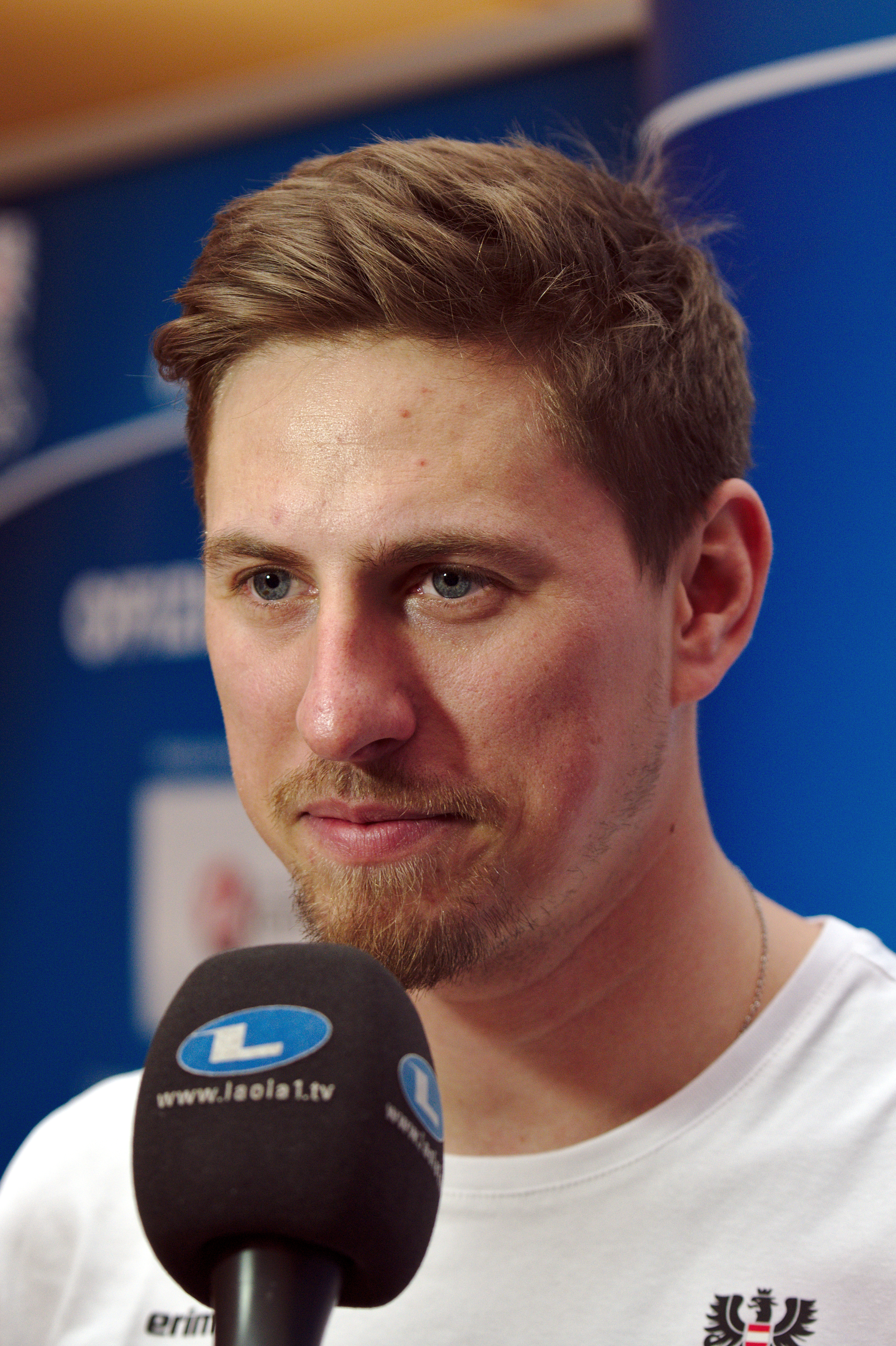
Max Franz (* 1989)

- Franz, Michael (* 1937), deutscher Philosoph und Lyriker
- Franz, Michael (1947–2023), deutscher Theologe und Philosoph
- Franz, Michael, deutscher Badmintonspieler
- Franz, Nele (* 1999), deutsche Handballspielerin
- Franz, Norbert (* 1951), deutscher Slawist und Hochschullehrer
- Franz, Norbert (* 1954), deutscher Historiker
- Franz, Norman Volker (* 1970), deutscher Schwerverbrecher
- Franz, Otmar (* 1935), deutscher Manager und Politiker (CDU), MdEP
- Franz, Otto von (1871–1930), österreichischer Diplomat
- Franz, Ove (1936–2015), deutscher Politiker (CDU), MdHB
- Franz, Paul (1876–1950), französischer Opernsänger (Heldentenor)
- Franz, Paul (1891–1945), deutscher Politiker (SPD)
- Franz, Pawel Jakowlewitsch (* 1968), sowjetischer und russischer Bandyspieler
- Franz, Peter (* 1941), deutscher Autor, inoffizieller Mitarbeiter der DDR-Staatssicherheit
- Franz, Peter (* 1967), deutscher Politiker (CDU), MdL
- Franz, Peter (* 1971), deutscher Tischtennisspieler
- Franz, Philomena (1922–2022), deutsche Sintizza, Autorin, Auschwitz-Überlebende, Zeitzeugin
- Franz, Ralf Albert (* 1969), deutscher Kirchenmusiker und Komponist
- Franz, Raymond Victor (1922–2010), US-amerikanischer Autor, Mitglied der leitenden Körperschaft der Watch Tower Bible And Tract Society of Pennsylvania
- Franz, Reinhard (1934–2015), deutscher Fußballspieler
- Franz, Reinhold (* 1863), deutscher Altphilologe und Gymnasiallehrer
- Franz, Reinhold (* 1922), deutscher DBD-Funktionär, MdV
- Franz, Renate (* 1954), deutsche Journalistin und Sporthistorikerin
- Franz, Robert (1815–1892), deutscher Komponist und DirigentRobert Franz (1815–1892)

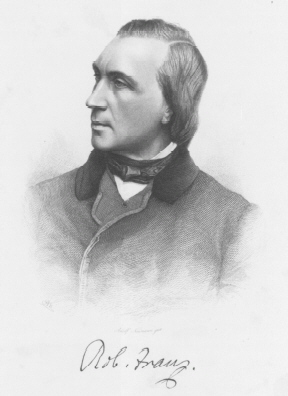
Robert Franz (1815–1892)

- Franz, Romeo (* 1966), deutscher Musiker und Politiker (Bündnis 90/Die Grünen)
- Franz, Rudolf (1882–1956), deutscher Schriftsteller und Literaturkritiker
- Franz, Rudolf (1934–1998), deutscher Politiker (CDU), MdA
- Franz, Rudolf (1937–2016), deutscher Radrennfahrer
- Franz, Rudolf von (1842–1909), österreichischer Jurist
- Franz, Rudolph (1826–1902), deutscher Physiker
- Franz, Rupert (1882–1960), österreichischer Gynäkologe
- Franz, Sabine (* 1980), österreichische Badmintonspielerin
- Franz, Shenia (* 1992), deutsche Handballspielerin
- Franz, Siegfried (1913–1998), deutscher Film- und Hörspielkomponist
- Franz, Siegfried (1944–2019), deutscher Fußballspieler
- Franz, Silke (* 1982), deutsche Schauspielerin
- Franz, Stefan (* 1966), deutscher SchauspielerStefan Franz (* 1966)

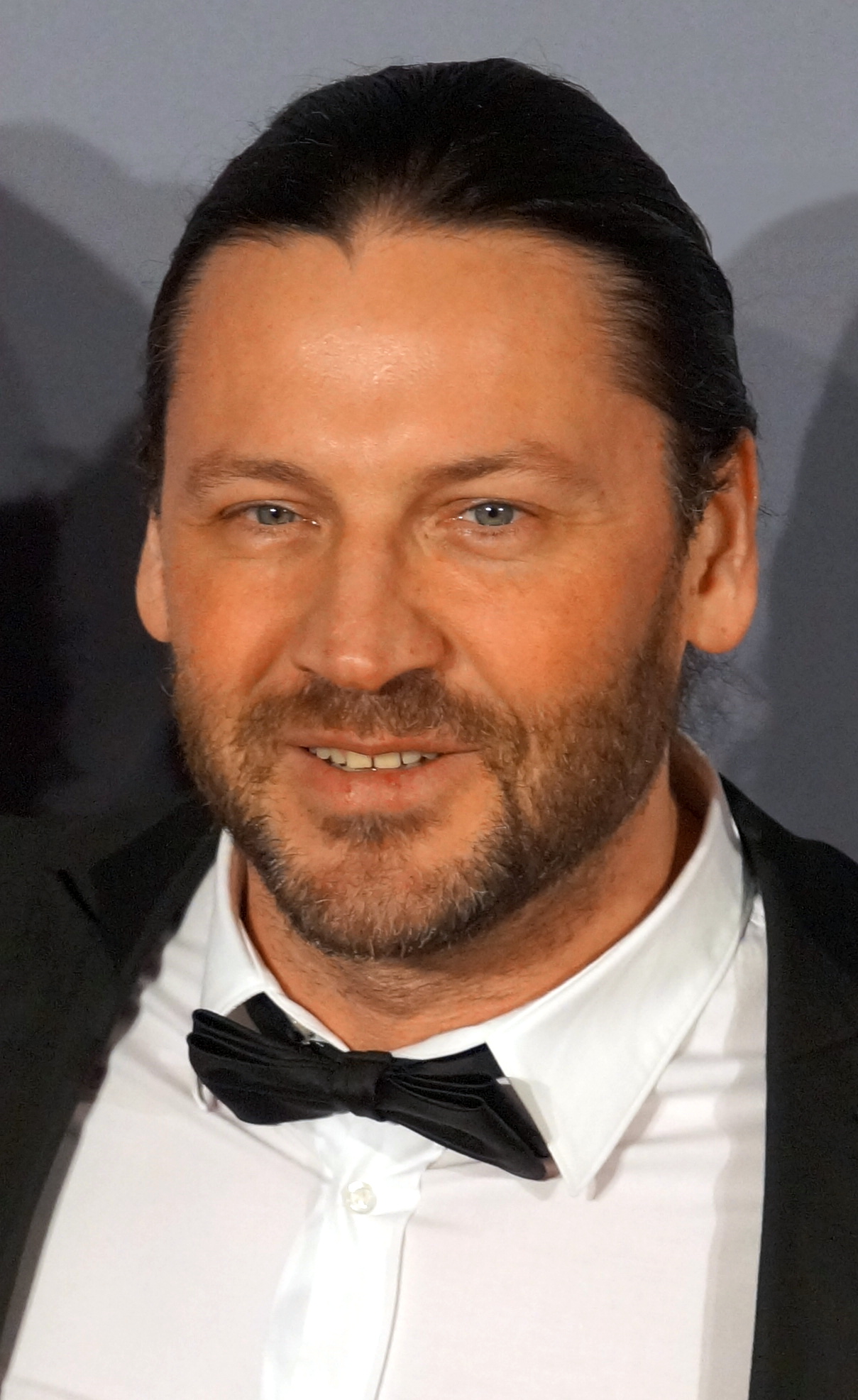
Stefan Franz (* 1966)

- Franz, Thomas (* 1953), deutscher Generalmajor der Luftwaffe
- Franz, Thomas B. (* 1986), deutscher Schauspieler, Sänger, Musicaldarsteller, Sprecher, Coach und Autor
- Franz, Thorsten (* 1967), deutscher Rechtswissenschaftler
- Franz, Tom (* 1973), deutscher Rechtsanwalt, Gewinner der israelischen Kochsendung MasterChef
- Franz, Toni (* 1983), deutscher Freiwasserschwimmer
- Franz, Uli (* 1949), deutscher Journalist und Autor
- Franz, Uta (1935–2012), österreichische Schauspielerin
- Franz, Veronika (* 1965), österreichische Drehbuchautorin und Filmregisseurin
- Franz, Victor Julius (1883–1950), nationalsozialistischer „Rassentheoretiker“, Zoologe
- Franz, Viktor (1882–1943), österreichischer Bühnen- und Filmschauspieler sowie Theaterregisseur
- Franz, Vladimír (* 1959), tschechischer Komponist und Maler
- Franz, Volkhard (* 1954), deutscher Bauingenieur und Baumanager
- Franz, Walter (1893–1958), deutscher Philologe und Landeshistoriker in Königsberg
- Franz, Walter (1911–1992), deutscher Physiker
- Franz, Walther (1880–1956), deutscher Marineoffizier, zuletzt Vizeadmiral im Zweiten Weltkrieg
- Franz, Werner (* 1972), österreichischer SkirennläuferWerner Franz (* 1972)

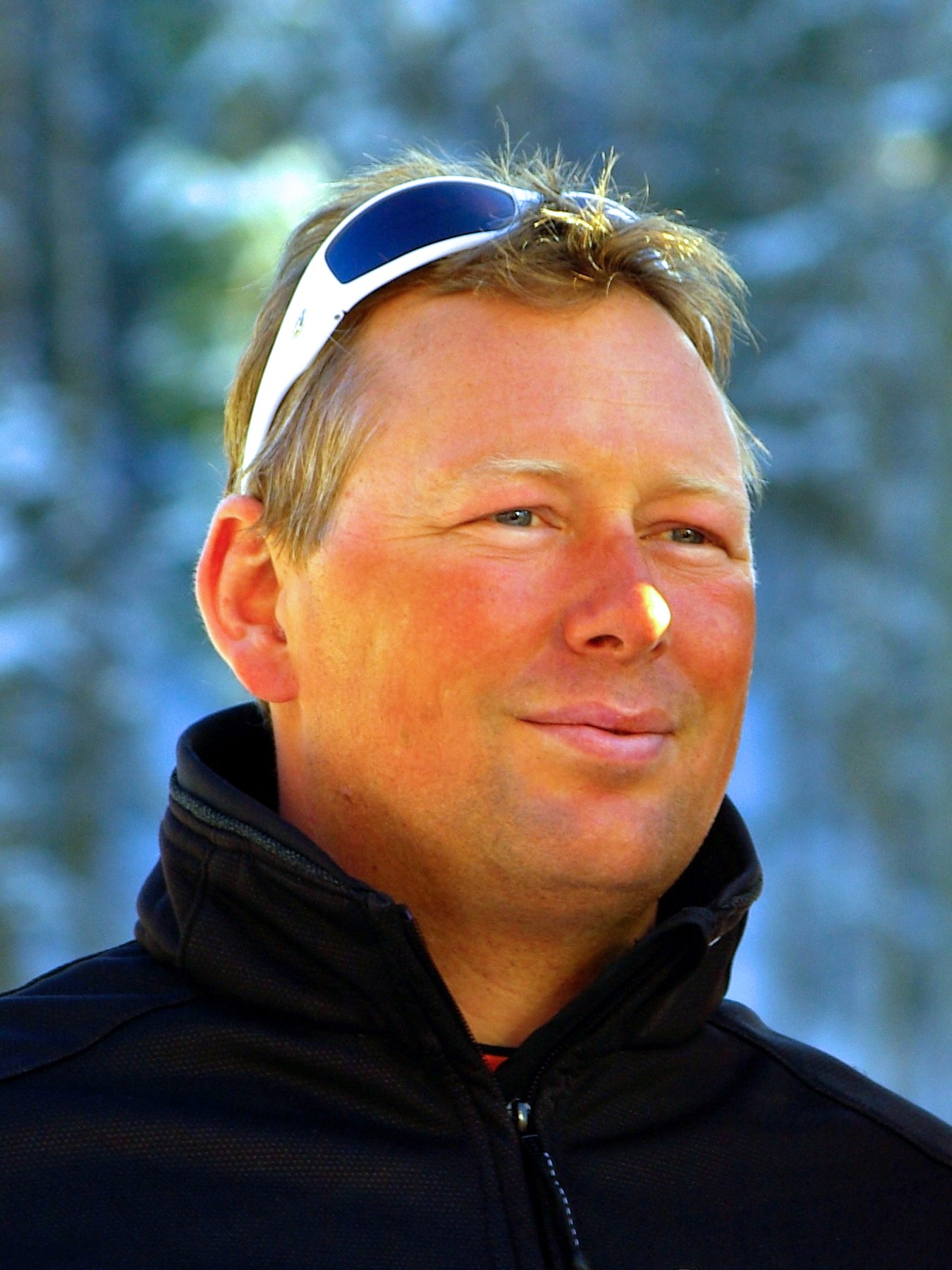
Werner Franz (* 1972)

- Franz, Wilhelm (1804–1871), deutscher Gutspächter, Amtsrat und freikonservativer Reichstagsabgeordneter
- Franz, Wilhelm (1859–1943), deutscher Anglist und Hochschullehrer
- Franz, Wilhelm (1864–1948), deutscher Architekt, kommunaler Baubeamter und Hochschullehrer
- Franz, Wilhelm (1909–1933), deutscher Kaufmann, Kommunist und KZ-Häftling
- Franz, Wilhelm (1913–1971), deutscher Elektroingenieur und Unternehmer
- Franz, Wolfgang (1564–1628), deutscher lutherischer Theologe
- Franz, Wolfgang (1905–1996), deutscher Mathematiker
- Franz, Wolfgang (* 1944), deutscher Volkswirt
- Franz, Wolfgang (* 1945), deutscher Politiker (SPD), MdHB
- Franz, Wolfgang (* 1958), deutscher Chirurg und Sportmediziner
- Franz, Wolfgang-Michael (* 1959), deutscher Kardiologie

### Franz-

#### Franz-P
- Franz-Pohlmann, Christian (* 1980), deutscher Fußballtrainer

#### Franz-S
- Franz-Stavenhagen, Mathias (* 1953), deutscher Journalist

#### Franz-W
- Franz-Willing, Georg (1915–2008), deutscher Historiker und Geschichtsrevisionist

### Franzb
- Franzbach, Martin (* 1936), deutscher Hispanist

### Franze
- Franze, Christa (1927–2009), deutsche Bühnentänzerin
- Franze, Jan Křtitel Vladimír (1946–2021), tschechischer römisch-katholischer Priester, Abt von Stift Tepl
- Franze, Kristian (* 1976), deutscher Biophysiker
- Franze, Walter (1903–1971), deutscher Journalist und Chefredakteur
- Fränzel, E. Dieter (* 1935), deutscher Kultur- und Medienpädagoge, Musikproduzent und Autor
- Franzel, Emil (1901–1976), deutscher Historiker, Journalist und Politiker (DSAP)
- Fränzel, Hildegard (1895–1970), deutsche Schauspielerin
- Fränzel, Marcel (* 1960), niederländischer Politiker
- Fränzel, Thomas (* 1979), deutscher SchauspielerThomas Fränzel (* 1979)

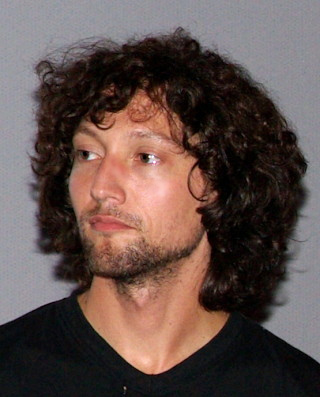
Thomas Fränzel (* 1979)

- Fränzel, Walter (1889–1968), deutscher Philologe, Vertreter der Lebensreform-Bewegung, Philologe, Schulgründer und Autor von Theaterstücken
- Franzelin, Bernhard (1868–1943), österreichischer Ordensgeistlicher und Theologe
- Franzelin, Johannes Baptist (1816–1886), römisch-katholischer Theologe und Kardinal
- Franzelin-Werth, Rosa (* 1940), italienische Politikerin (Südtirol)
- Franzella, Sal (1915–1968), US-amerikanischer Jazzmusiker
- Franzelli, Giuseppe (* 1942), italienischer Ordensgeistlicher, emeritierter römisch-katholischer Bischof von Lira
- Franzén, Anders (1918–1993), schwedischer Marinetechniker und Amateur-Marinearchäologe
- Franzen, Anton (1896–1968), deutscher Jurist und Politiker (NSDAP), MdR
- Franzen, Armin (* 1976), deutscher Kameramann
- Franzén, August (1863–1938), schwedisch-amerikanischer Maler
- Franzen, August (1912–1972), deutscher katholischer Kirchenhistoriker und Priester des Erzbistums Köln
- Franzen, Brigitte (* 1966), deutsche Kunsthistorikerin, Kuratorin und Museumsleiterin
- Franzen, Christian (1863–1923), dänischer Berufsfotograf und Konsul in Madrid
- Franzen, D. J. (* 1967), deutscher Autor
- Franzen, Demian (* 1984), australisch-schweizerischer Skirennfahrer
- Franzen, Erich (1892–1961), deutscher Jurist, Literaturkritiker und Schriftsteller
- Franzén, Frans Michael (1772–1847), finnlandschwedischer Dichter und Schriftsteller
- Franzen, Friedrich (1893–1974), Pallottiner, Exerzitienmeister und Autor
- Franzen, Georg (* 1958), deutscher Psychotherapeut, Kunstpsychologe und Hochschullehrer
- Franzen, Günter (* 1947), deutscher Gruppenanalytiker und Schriftsteller
- Franzen, Hans (1935–1993), deutscher Opernsänger (Bass)
- Franzen, Hartwig (1878–1923), deutscher Chemiker
- Franzen, Heike (* 1964), deutsche Politikerin (CDU), MdL
- Franzen, Hermann (1940–2019), deutscher Einzelhändler, Ehrenpräsident und Ex-Präsident des Hauptverband des Deutschen Einzelhandels
- Franzen, Hubertus (* 1934), deutscher Kulturmanager und Schriftsteller
- Franzen, Ingrid (* 1947), deutsche Politikerin (SPD), MdL
- Franzen, Jakob (1903–1988), deutscher Politiker (CDU), MdB
- Franzen, Jens Lorenz (1937–2018), deutscher Paläontologe
- Franzén, Johan (* 1979), schwedischer Eishockeyspieler
- Franzen, Jonathan (* 1959), US-amerikanischer SchriftstellerJonathan Franzen (* 1959)

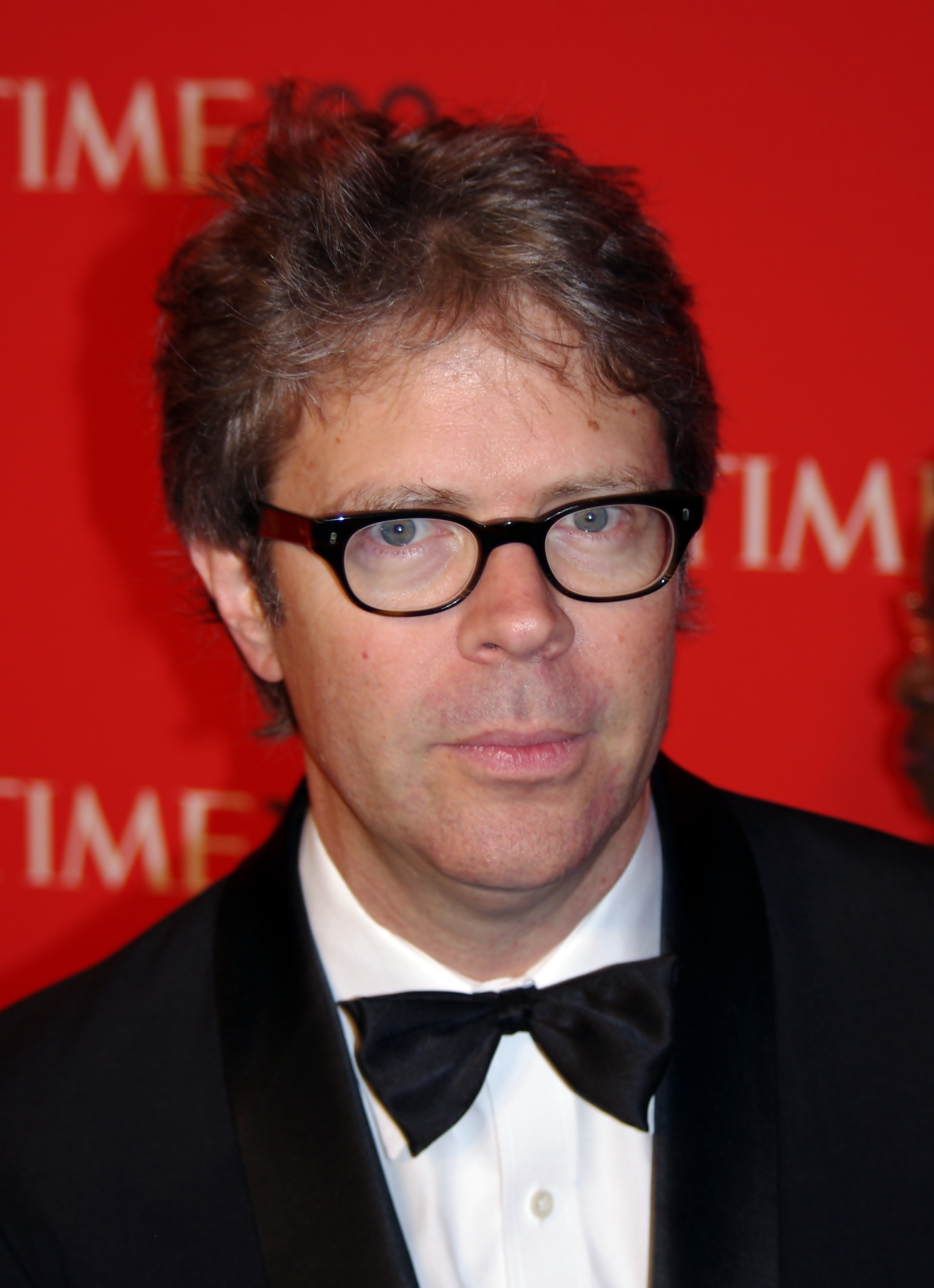
Jonathan Franzen (* 1959)

- Franzen, Judith (* 1999), deutsche Leichtathletin
- Franzen, Martin (* 1961), deutscher Jurist und Hochschullehrer
- Franzén, Mathias (* 1975), schwedischer Handballspieler und -trainer
- Franzén, Nils-Olof (1916–1997), schwedischer Autor
- Franzén, Peter (* 1971), finnischer Schauspieler und SchriftstellerPeter Franzén (* 1971)

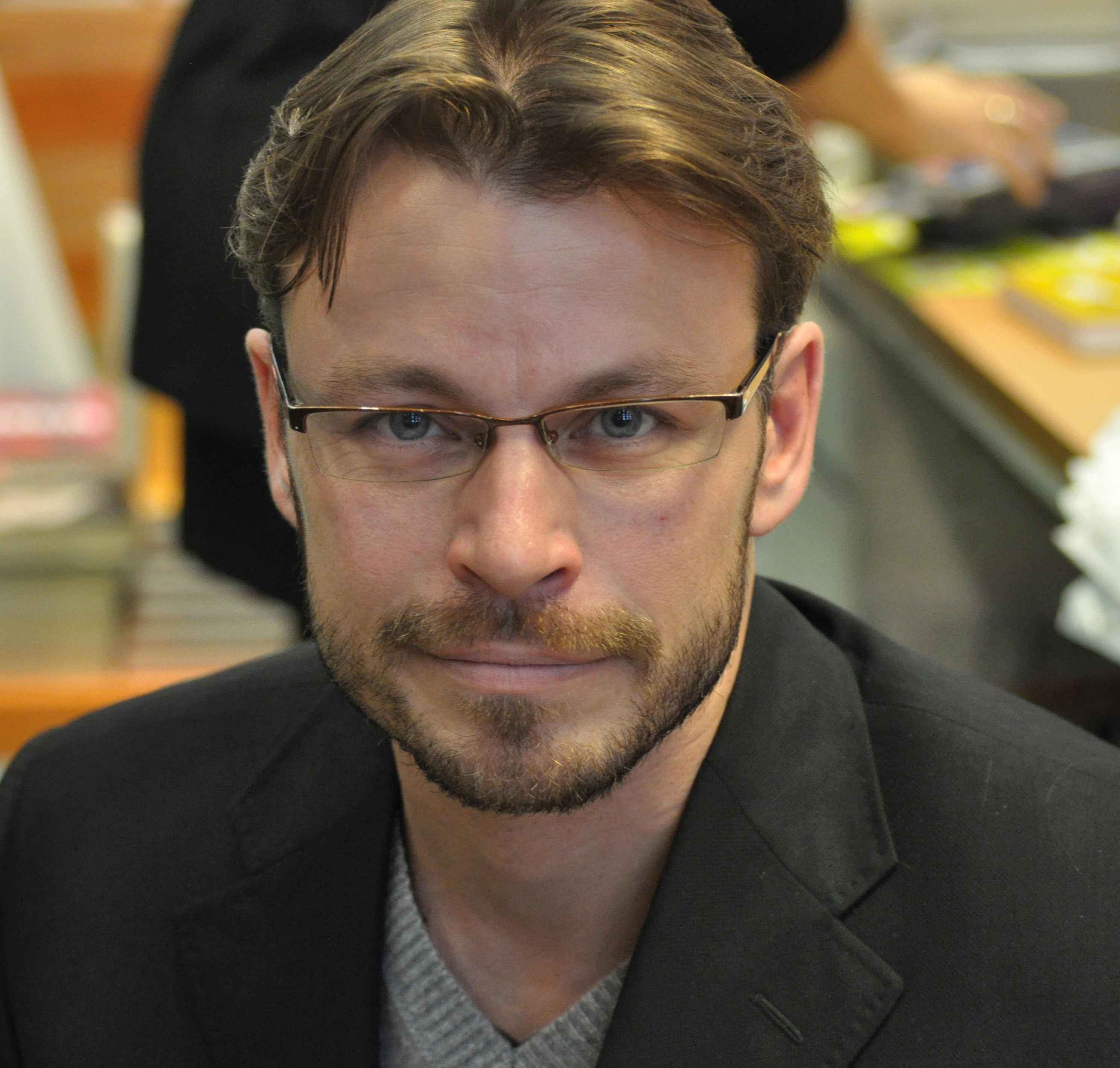
Peter Franzén (* 1971)

- Franzen, Sven (* 1987), deutscher Handballmanager
- Franzen, Till (* 1973), deutscher Regisseur und Drehbuchautor
- Franzen, Ulrich (1921–2012), US-amerikanischer Architekt deutscher Herkunft
- Franzen, Volker (* 1924), deutscher Chemiker und Hochschullehrer
- Franzen, Werner (1928–2014), deutscher Bildhauer und Künstler
- Franzen, Winfried (* 1943), deutscher Philosoph und Hochschullehrer
- Franzen-Heinrichsdorff, Irma (1892–1983), deutsch-amerikanische Landschaftsarchitektin
- Franzén-Heslenfeld, Corinne (1903–1989), niederländische Bildhauerin
- Franzen-Reuter, Isabelle (* 1975), deutsche Biologin und Hochschullehrerin
- Franzenburg, Hans Jakob (1894–1960), deutscher Politiker (CDU), MdL
- Franzero, Carlo Maria (1892–1986), italienischer Journalist und Schriftsteller
- Franzese, Daniel (* 1978), US-amerikanischer Schauspieler
- Franzese, John (1917–2020), amerikanischer Mafioso
- Franzese, Michael (* 1951), italienisch-amerikanischer MobsterMichael Franzese (* 1951)

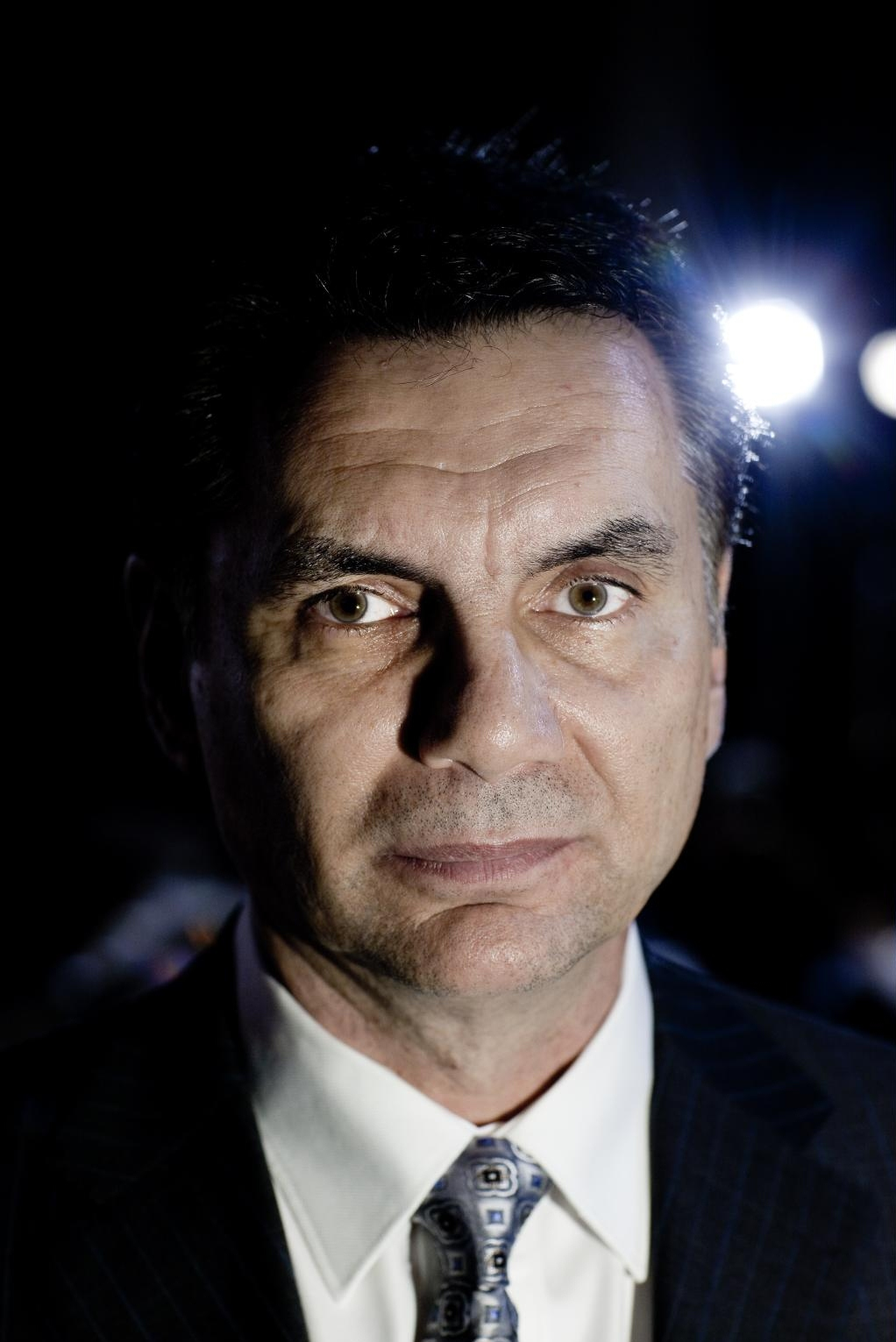
Michael Franzese (* 1951)

- Franzetta, Benedict Charles (1921–2006), US-amerikanischer römisch-katholischer Geistlicher und Weihbischof in Youngstown
- Franzetti, Arthur (* 1873), österreichischer Gesangskomiker, Schauspieler und Bühnenschriftsteller
- Franzetti, Carlos (* 1948), argentinischer Komponist, Arrangeur und Pianist
- Franzetti, Dante Andrea (1959–2015), Schweizer Schriftsteller
- Franzew, Juri Pawlowitsch (1903–1969), russischer Historiker, Soziologe und Philosoph

### Franzi
- Franzi, Francesco Maria (1910–1996), italienischer Geistlicher und römisch-katholischer Weihbischof in Novara
- Franzi, Mario (1916–1992), italienischer Diplomat
- Franzil, Mario (1909–1973), italienischer Politiker (DC)
- Franzin, Dennis (* 1993), deutscher Fußballspieler
- Franzinger, Bernd (* 1956), deutscher Schriftsteller, Kabarettist und Verleger
- Fränzinger, Ignaz (1792–1856), deutscher Verwaltungsbeamter
- Franzini, Carlos María (1951–2017), argentinischer Geistlicher, römisch-katholischer Erzbischof von Mendoza
- Franzini, Konradin (* 1998), Schweizer Politiker (Alternative – die Grünen Zug)
- Franzini, Luzian (* 1996), Schweizer Politiker
- Franzisci, Dietmar (* 1953), österreichischer Militär, Generalleutnant des Österreichischen Bundesheeres
- Franziska (* 1984), deutsche Soulsängerin
- Franziska (* 1993), deutsche Sängerin
- Franziska Barbara von Weltz (1666–1718), durch Ehe Gräfin von Hohenlohe, Herrin von Wilhermsdorf
- Franziska Christine von Pfalz-Sulzbach (1696–1776), Fürstäbtissin des Stiftes Essen
- Franziska Sibylla Augusta von Sachsen-Lauenburg (1675–1733), Regentin von Baden-Baden
- Franziska von Brasilien (1824–1898), Infantin von Portugal und Brasilien
- Franziska von Hohenzollern-Hechingen (1642–1698), Markgräfin von Bergen op Zoom
- Franziska von Rom (1384–1440), christliche Ordensgründerin und Mystikerin
- Franziska, Patrick (* 1992), deutscher Tischtennisspieler
- Franziskus (1936–2025), argentinischer Ordensgeistlicher, 266. Papst, Bischof von Rom, Staatsoberhaupt des VatikansFranziskus (1936–2025)

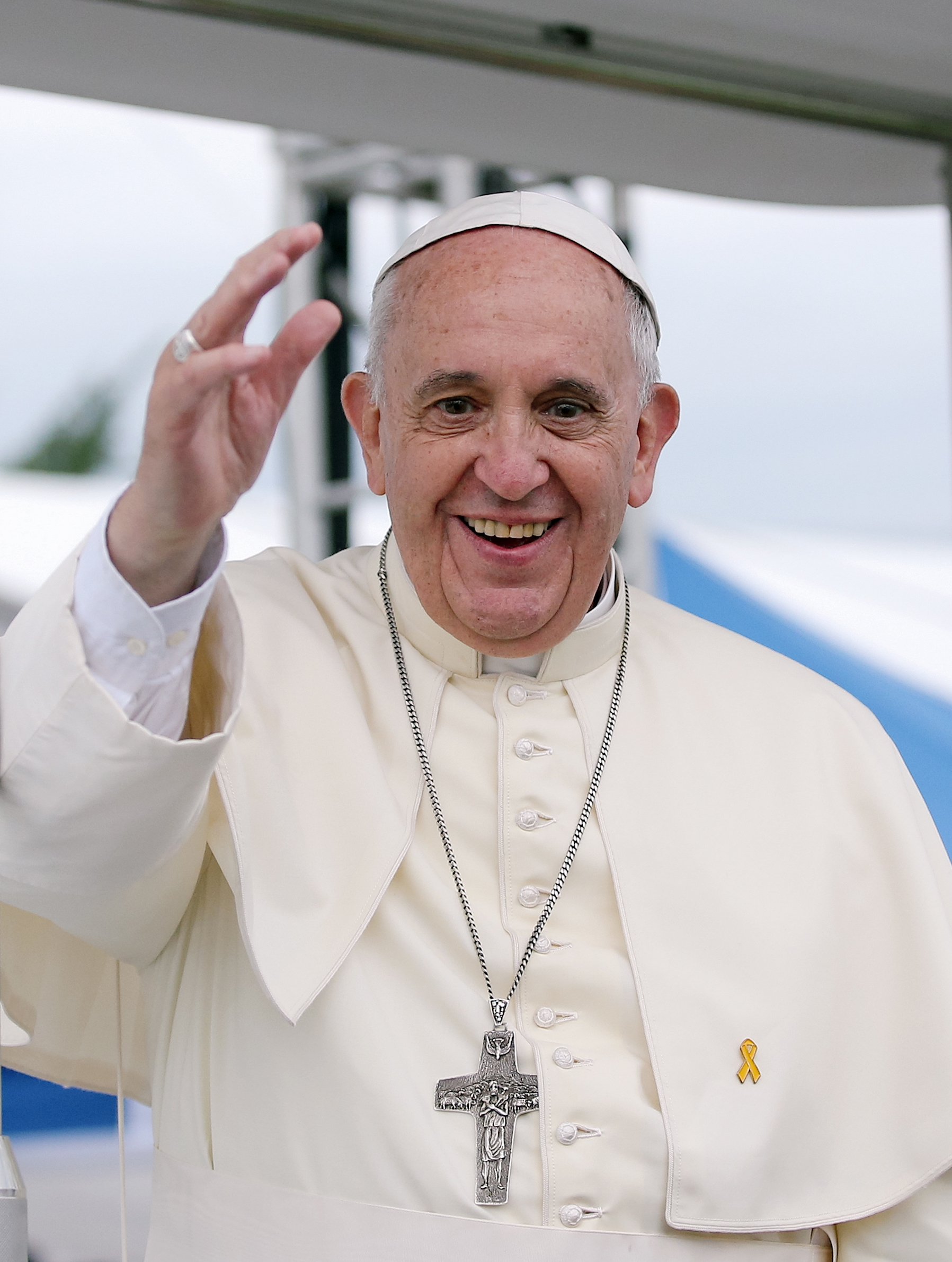
Franziskus (1936–2025)

- Franziskus, Daniel (* 1991), deutscher Fußballspieler
- Franzisky, Peter (* 1966), deutscher Autor, Fotograf und Reiseveranstalter
- Franzius, Claudio (* 1963), deutscher Jurist und Hochschullehrer
- Franzius, Folkmar (1827–1899), deutscher Jurist und Politiker (NLP), MdR
- Franzius, Georg (1842–1914), deutscher Wasserbauingenieur, Marine-Beamter und Hochschullehrer
- Franzius, Georgia (* 1944), griechisch-deutsche Archäologin
- Franzius, Hermann (1831–1911), preußischer Verwaltungsbeamter
- Franzius, Karl (1905–1993), deutscher Architekt
- Franzius, Ludwig (1832–1903), deutscher Wasserbauingenieur und Baudirektor für die Weserkorrektion
- Franzius, Otto (1877–1936), deutscher Wasserbauingenieur, Baubeamter, Hochschullehrer und Rektor der Technischen Hochschule Hannover
- Franzius, Thomas (1563–1614), deutscher Rechtswissenschaftler und ostfriesischer Kanzler

### Franzk
- Franzka, Gerd (* 1958), deutscher Behindertensportler (Leichtathletik)
- Franzke, Adolf (1878–1957), Leiter der Schleswig-Holsteinischen Landesbrandkasse
- Franzke, Alfred (1896–1979), deutscher Politiker (SPD), MdL
- Franzke, Andreas (* 1938), deutscher Kunsthistoriker
- Franzke, Bert (* 1946), deutscher Schauspieler und Synchronsprecher
- Franzke, Bettina (* 1969), deutsche Psychologin
- Franzke, Claus (1925–2017), deutscher Lebensmittelchemiker
- Franzke, Dietmar (1941–2023), deutscher Politiker (SPD), MdL
- Franzke, Emil (1895–1984), deutscher Landwirt und Politiker (Zentrum), MdL
- Franzke, Erich (1931–1996), deutscher Politiker (SPD), MdL
- Franzke, Hans Joachim (* 1940), deutscher Geologe
- Franzke, Jo. (* 1941), deutscher Architekt
- Franzke, Julia (* 1983), deutsche Schauspielerin
- Franzke, Jürgen (* 1946), deutscher Historiker und Museumsdirektor
- Franzke, Lutz (* 1953), deutscher Kommunalpolitiker (SPD)
- Franzke, Maximilian (* 1999), deutscher Fußballspieler
- Franzki, Harald (1924–2005), deutscher Jurist
- Franzkowiak, Erwin (1894–1984), deutscher Hockeyspieler
- Franzkowiak, Lothar (* 1952), deutscher Richter

### Franzl
- Fränzl, Ferdinand (1767–1833), deutscher Geiger, Komponist, Dirigent, Opernregisseur, Kapellmeister, Musikdirektor
- Fränzl, Friedrich (1863–1938), österreichischer Solotänzer
- Franzl, Friedrich (1905–1989), österreichischer Fußballtormann
- Fränzl, Ignaz († 1811), deutscher Komponist, Kapellmeister, Geiger und Bratschist
- Fränzl, Lorenz (1879–1951), Fotograf und Verleger
- Franzl, Michael (* 1986), deutscher Radrennfahrer
- Franzl, Viktor (* 1892), österreichischer Weitspringer, Stabhochspringer, Dreispringer, Speerwerfer und Hürdenläufer
- Fränzl, Willy (1898–1982), österreichischer Solotänzer
- Fränzle, Otto (1932–2009), deutscher Geograph, Geologe, Ökologe, Toxikologe, Umweltchemiker und Geomorphologe

### Franzm
- Franzmair, Josef (1914–1979), österreichischer Politiker (SPÖ), oberösterreichischer Landtagsabgeordneter
- Franzmann, Edgar (* 1948), deutscher Schriftsteller und Journalist
- Franzmann, Rudolf (* 1946), deutscher Politiker (SPD), MdL
- Franzmann, Simon T. (* 1977), deutscher Politikwissenschaftler
- Franzmann, Tobias (* 1990), deutscher Ruderer
- Franzmeier, Günter (* 1966), österreichischer Schauspieler
- Franzmeier, Otto (1885–1980), deutscher Lehrer und Schriftsteller
- Franzmeyer, Heinrich (1881–1959), deutscher Pädagoge, Arzt, Amtsarzt und Verbandsfunktionär der Deutschen Lebens-Rettungs-Gesellschaft (DLRG)

### Franzn
- Fränznick, Anton (1889–1944), deutscher Geistlicher, katholischer Priester

### Franzo
- Franzobel (* 1967), österreichischer SchriftstellerFranzobel (* 1967)

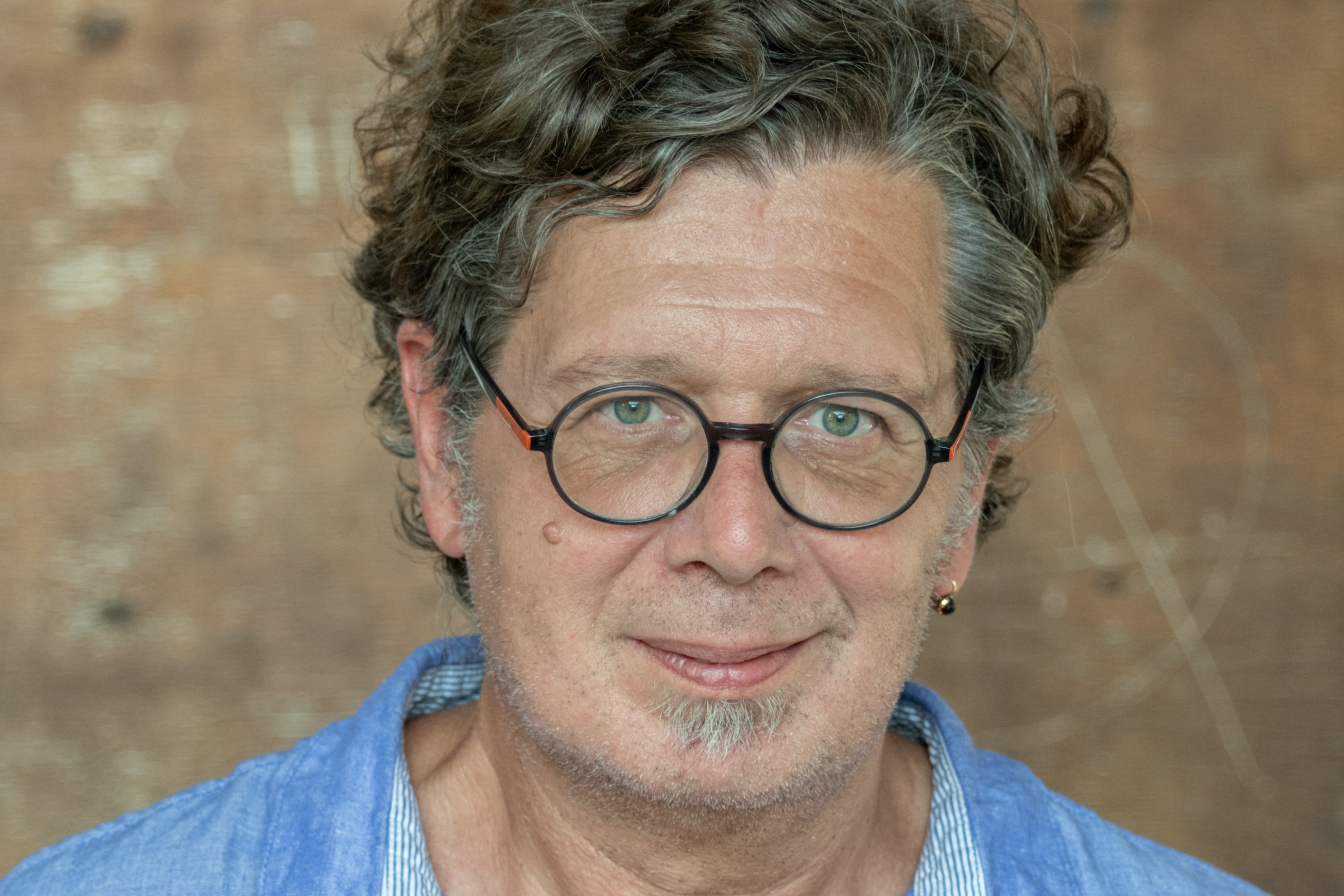
Franzobel (* 1967)

- Franzoi, Enrico (* 1982), italienischer Radrennfahrer
- Franzoi, Sergio (1929–2022), italienischer Maler und Lehrer
- Franzois, Dietrich († 1442), Domdechant und Domherr in Münster
- Franzois, Engelbert († 1369), Domherr in Münster und Lüttich
- Franzois, Engelbert († 1469), Domherr in Münster und Lüttich
- Franzois, Gottfried († 1433), Domherr in Münster
- Franzois, Heinrich († 1471), Domherr in Münster und Lüttich
- Franzois, Hermann, Domvikar in Münster
- Franzois, Hermann († 1424), Domdechant und Domherr in Münster
- Franzoni, Alberto (1816–1886), Schweizer Rechtsanwalt, Politiker, Gemeinderat, Botaniker und Ständerat
- Franzoni, Baldassarre, Schweizer Dolmetscher und Gesandter des Maggiatales zu den eidgenössichen Orten
- Franzoni, Bernardo († 1572), Schweizer Dolmetscher, Statthalter und Landeshauptmann der Landvogtei Locarno
- Franzoni, Carlo (1616–1670), Kanzler (Schreiber) des Maggiatals und Feind des Landvogts Jost Niklaus von Montenach
- Franzoni, David (* 1947), US-amerikanischer Drehbuchautor und Filmproduzent
- Franzoni, Enrico (1920–2008), Schweizer Jurist und Politiker (Katholisch-Konservative)
- Franzoni, Filippo (1857–1911), schweizerisch-italienischer Maler und Cellist
- Franzoni, Galeazzo, Schweizer Fiskal, Landeshauptmann der Landvogtei Vallemaggia und Gesandter
- Franzoni, Giacomo (1612–1697), italienischer Kardinal und Bischof
- Franzoni, Giovanni (1605–1689), Schweizer Dolmetscher, Landeshauptmann und Gesandter des Maggiatales zu den eidgenössichen Orten
- Franzoni, Giovanni (* 2001), italienischer Skirennläufer
- Franzoni, Giovanni Angelo († 1640), Schweizer Rechtsanwalt, Landeshauptmann der Landvogtei Vallemaggia und Unternehmer
- Franzoni, Giovanni Battista (1928–2017), italienischer laisierter Geistlicher, Abt von Sankt Paul vor den Mauern
- Franzoni, Giuseppe Giovanni Battista (1758–1817), Schweizer Politiker
- Franzoni, Simone Maria (1689–1770), Schweizer Fiskal, Anwalt und Notar, Gemeindevorsteher von Cevio und Schreiber der Landvogtei Vallemaggia
- Franzos, Berta (1850–1932), österreichische Übersetzerin
- Franzos, Ernst (1877–1941), österreichischer Filmkaufmann, -produzent und Produktionsleiter
- Franzos, Karl Emil (1848–1904), österreichischer Schriftsteller und PublizistKarl Emil Franzos (1848–1904)

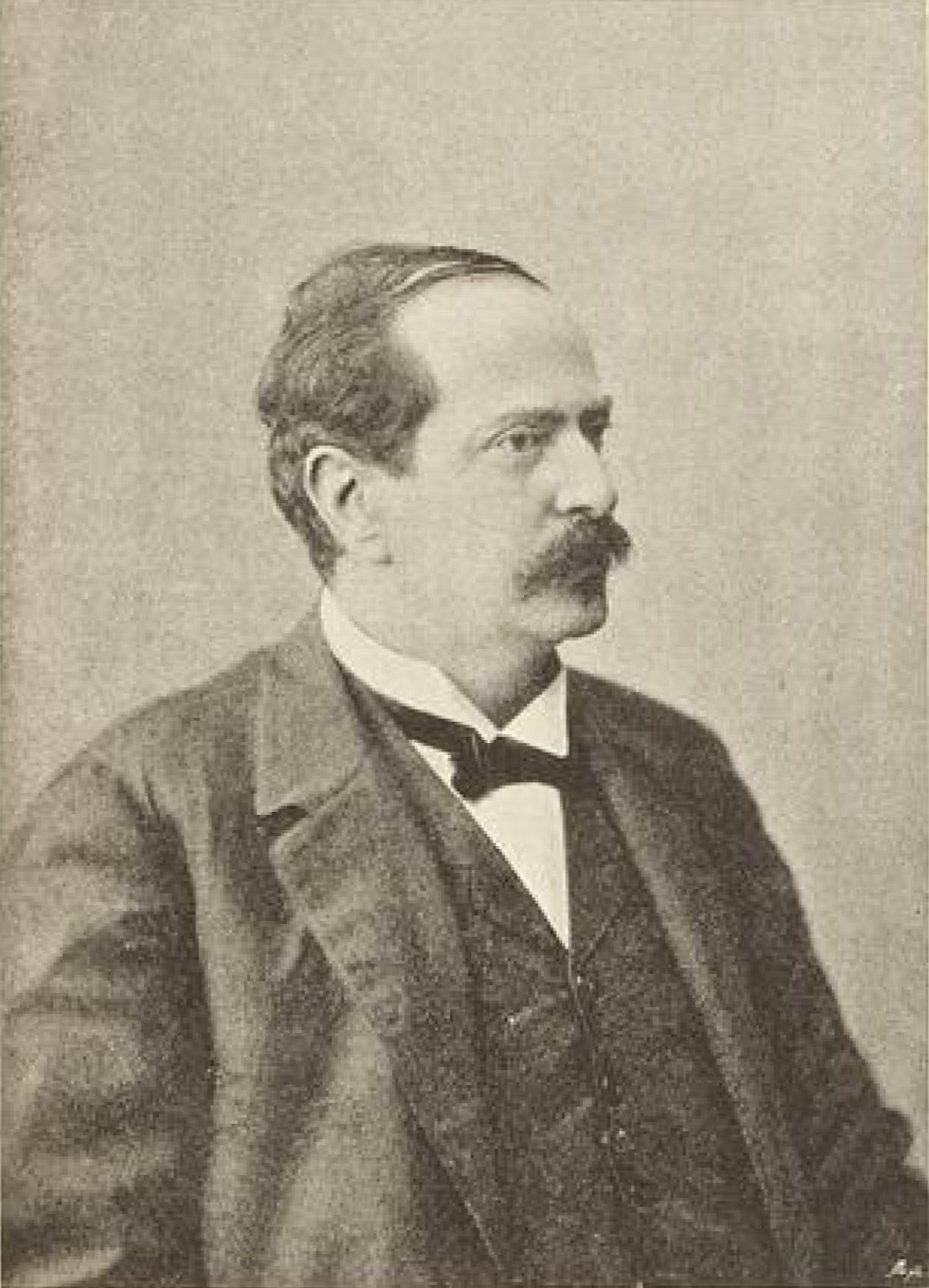
Karl Emil Franzos (1848–1904)

- Franzos, Marie (1870–1941), österreichische Frauenrechtlerin, Schriftstellerin und Übersetzerin

### Franzp
- Franzpötter, Bernhard (* 1965), dänischer Bahnradsportler

### Franzr
- Franzreb, Maximilian (* 1996), deutscher Eishockeytorwart

### Franzu
- Franzusow, Alexei Alexejewitsch (* 1971), russischer Handballspieler